# Kirchenbezirk Heilbronn
| Basisdaten                                                                         | Basisdaten                               |
| ---------------------------------------------------------------------------------- | ---------------------------------------- |
| Landeskirche:                                                                      | Evangelische Landeskirche in Württemberg |
| Prälatur:                                                                          | Heilbronn                                |
| Fläche:                                                                            | 230 km²                                  |
| Gliederung:                                                                        | 23 Kirchengemeinden                      |
| Gemeindeglieder:                                                                   | ca. 68.549 (31. Dez. 2009)               |
| Adresse des Dekanatamtes:                                                          | Wilhelmstr. 18 74072 Heilbronn           |
| Dekan:                                                                             | Christoph Baisch                         |
| Karte                                                                              |                                          |
| Lage des Kirchenbezirks Heilbronn innerhalb der Evang. Landeskirche in Württemberg |                                          |

Der Evangelische Kirchenbezirk Heilbronn ist einer von 43 Kirchenbezirken bzw. Kirchenkreisen der Evangelischen Landeskirche in Württemberg. Sein Gebiet ist deckungsgleich mit dem Dekanat Heilbronn.

## Geografie
Der Kirchenbezirk Heilbronn liegt im Norden der württembergischen Landeskirche. Sein Gebiet umfasst den Stadtkreis Heilbronn sowie einige Gemeinden des Landkreises Heilbronn rund um die Stadt Heilbronn, also das Gebiet der politischen Städte und Gemeinden Bad Wimpfen, Flein, Leingarten, Ilsfeld, Talheim, Untereisesheim und Untergruppenbach sowie die Stadtteile Bonfeld und Fürfeld der Stadt Bad Rappenau und den Stadtteil Obereisesheim der Stadt Neckarsulm.

### Nachbarkirchenbezirke
Der Kirchenbezirk Heilbronn grenzt an folgende Kirchenbezirke (im Uhrzeigersinn beginnend im Nordosten): Weinsberg-Neuenstadt (Prälatur Heilbronn), Besigheim und Marbach (beide Prälatur Stuttgart) sowie Brackenheim (Prälatur Heilbronn). Im Nordwesten hat der Kirchenbezirk eine Grenze mit der Evangelischen Landeskirche in Baden (Kirchenbezirk Kraichgau).

## Geschichte

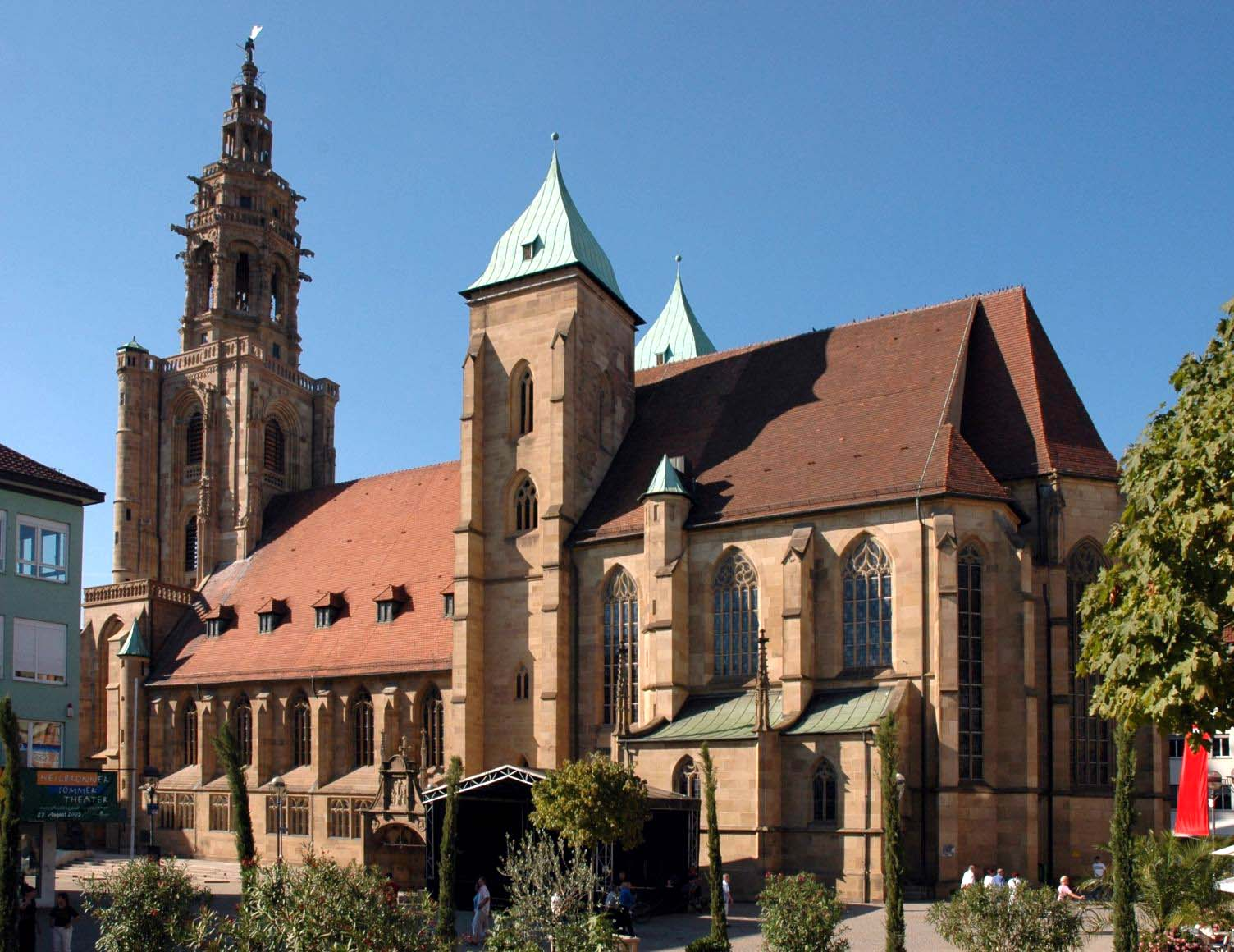
Evang. Kilianskirche Heilbronn

Das Dekanat Heilbronn wurde erst 1803 errichtet, nachdem die ehemals Freie Reichsstadt Heilbronn an Württemberg gelangte. Es erhielt neben den ehemals reichsstädtischen Gemeinden auch einige Gemeinden der benachbarten Dekanate Brackenheim, Lauffen am Neckar, Marbach und Weinsberg und ist bis heute eines der jüngeren Dekanate der Landeskirche. Seit 1823 ist es dem Generalat (heute Prälatur) Heilbronn zugeordnet.
Infolge der Auflösung einiger Kreise bzw. Oberämter in Württemberg 1939 wurden auch die kirchlichen Verwaltungsbezirke teilweise neu gegliedert. So wurden mit Wirkung vom 1. April 1939 die Kirchengemeinde Ilsfeld vom Kirchenbezirk Besigheim sowie die Kirchengemeinde Klingenberg vom Kirchenbezirk Brackenheim in den Kirchenbezirk Heilbronn umgegliedert.

## Leitung des Kirchenbezirks
Die Leitung des Kirchenbezirks obliegt der Bezirkssynode, dem Kirchenbezirksausschuss (KBA) und dem Dekan.

### Dekane des Kirchenbezirks Heilbronn seit 1803
- 1803–1813 Christian Friedrich Duttenhofer
- 1814–1831 Karl Wilhelm Viktor Andler
- 1831–1846 Christoph Samuel Denzel
- 1846–1853 Ludwig Ferdinand Heyd
- 1853–1864 Eduard Emil Koch
- 1864–1871 Paul Friedrich Lang
- 1871–1884 D. Dr. Karl Johann Friedrich von Lechler (1820–1903)
- 1884–1887 Theodor Friedrich Weitbrecht
- 1887–1894 Karl von Berg (1837–1921)
- 1894–1906 Theodor Karl Hermann
- 1906–1917 Dr. Hermann Paul Dopffel (1851–1943)
- 1917–1928 Hermann Eytel
- 1928–1929 Karl August Wilhelm Gauß (1869–1945)
- 1929–1935 Karl Hoß (1874–1949)
- 1935–1947 D. Dr. Julius Rauscher (1882–1947)
- 1947–1957 Theodor Gerhardt (1890–1966)
- 1957–1969 Dr. Günther-Joachim Siegel (* 1903)
- 1970–1988 Gerhard Simpfendörfer (1924–2019)
- 1988–1994 Dr. Martin Polster (* 1938)
- 1994–2008 Hansjürgen Thomann (* 1944)
- 2008–2017 Otto K. Friedrich (* 1952)
- 2018–{{0}|0000}} Christoph Baisch

## Kirchengemeinden
Im Kirchenbezirk Heilbronn gibt es insgesamt 23 Kirchengemeinden. Davon haben sich sieben Kirchengemeinden zur Gesamtkirchengemeinde Heilbronn zusammengeschlossen, bleiben aber weiterhin selbständige Körperschaften des öffentlichen Rechts. Die jeweils in Klammern hinter dem Namen der Kirchengemeinde angegebenen Gemeindegliederzahlen beziehen sich auf das Jahr 2005 und sind gerundet.
Da das Gebiet des Kirchenbezirks Heilbronn einerseits zur Reichsstadt Heilbronn und andererseits zu Württemberg gehörte und beide Herrschaftsgebiete die Reformation einführten, ist das gesamte Gebiet überwiegend evangelisch geprägt. Somit gibt es auch fast in jedem Dorf eine evangelische Kirchengemeinde und meist auch eine alte Kirche. In fast allen Orten (außer Heilbronn und Sontheim) zogen Katholiken überwiegend erst nach dem Zweiten Weltkrieg zu. Lediglich Biberach, Kirchhausen, Sontheim und Talheim waren ganz oder überwiegend katholisch. Im zunächst reformierten Ort Biberach siedelte der Deutsche Orden Ende des 17. Jahrhunderts wieder Katholiken an, Kirchhausen und Sontheim waren als Besitzungen des Deutschen Ordens stets ganz katholisch und Talheim war infolge der Gegenreformation, die sich in einem Teil des Ortes durchsetzte, seit dem 17. Jahrhundert ebenfalls mehrheitlich katholisch. Doch gab es in Biberach und Talheim seit der Reformation stets eine evangelische Gemeinde.
Die 27 Kirchengemeinden arbeiten in sieben Distrikten zusammen: Zum Distrikt Nord gehören die Kirchengemeinden Bad Wimpfen, Biberach-Kirchhausen, Bonfeld, Fürfeld, Hohenstadt, Obereisesheim und Untereisesheim, zum Distrikt West die Kirchengemeinden Frankenbach, Großgartach, Neckargartach und Schluchtern, zum Distrikt Böckingen und Klingenberg, die beiden Böckinger Kirchengemeinden und die Kirchengemeinde Klingenberg und zum Distrikt Süd die Kirchengemeinden Flein, Horkheim, Ilsfeld, Talheim und Untergruppenbach. Die restlichen drei Distrikte bilden die einzelnen Kirchengemeinden der Gesamtkirchengemeinde Heilbronn und zwar der Distrikt „Wartberg“ (mit der Kiliansgemeinde, der Nikolaigemeinde und der Kirchengemeinde Wartberg-Au), der Distrikt „Lerchenberg“ (mit der Friedensgemeinde und der Südgemeinde) sowie Distrikt „Staufenberg“ (mit der Dietrich-Bonhoeffer-Gemeinde, der Emmausgemeinde und der Matthäusgemeinde).

### Bad Wimpfen

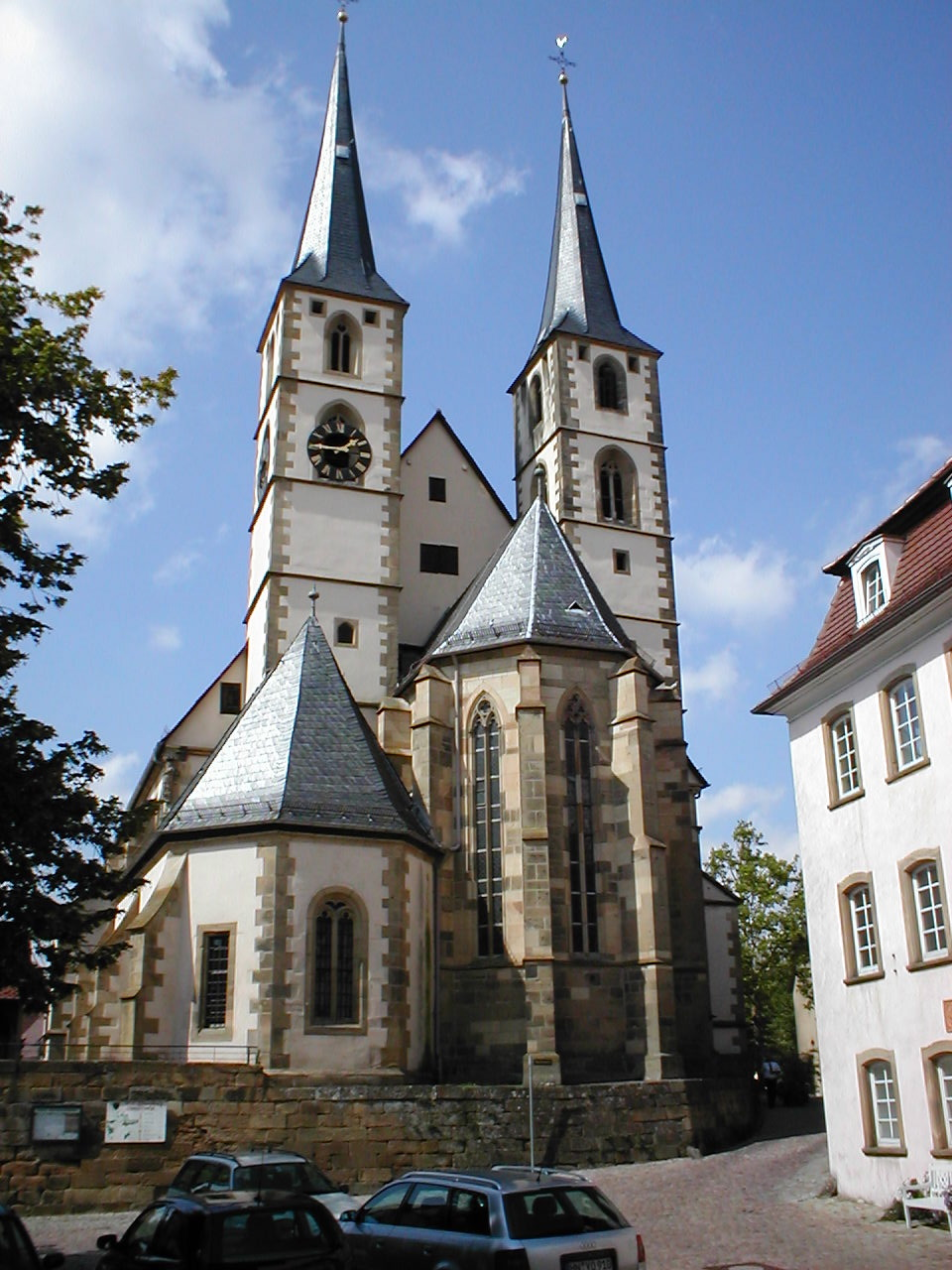
Evangelische Stadtkirche Bad Wimpfen

Die Kirchengemeinde Bad Wimpfen (ca. 3.000) umfasst die Stadt Bad Wimpfen ohne den Stadtteil Hohenstadt. Die Reformation fand in Wimpfen ab 1523 erste Anhänger, doch konnte die Protestanten im Rat erst 1574 die Mehrheit erlangen. Dennoch gab es auch weiterhin Katholiken in der Stadt, insbesondere ist hier das Stift St. Peter in Wimpfen im Tal zu erwähnen, das stets katholisch blieb und bis 1803 reichsunmittelbar war. Evangelische Hauptkirche war nach der Reformation ab 1588 die Stadtkirche, ehemals Kirche St. Maria, deren Turmuntergeschosse noch romanisch sind. Der Chor wurde im 13. Jahrhundert umgebaut. Weitere Umbauten gab es im 15. und Anfang des 16. Jahrhunderts. Für die Protestanten in Wimpfen im Tal gab es die Georgskirche, eine wohl im 13. Jahrhundert erbaute Kirche, die dem Stift Wimpfen inkorporiert war. Sie wurde jedoch 1784 durch Eisgang schwer beschädigt und musste abgebrochen werden. Die Gemeinde nutzte dann die Cornelienkirche, ein im 14. Jahrhundert erbautes Gebäude, das seit 1584 in städtischem Besitz und seit 1740 als Heuschober genutzt war. Diese Kirche wurde 1920 renoviert.

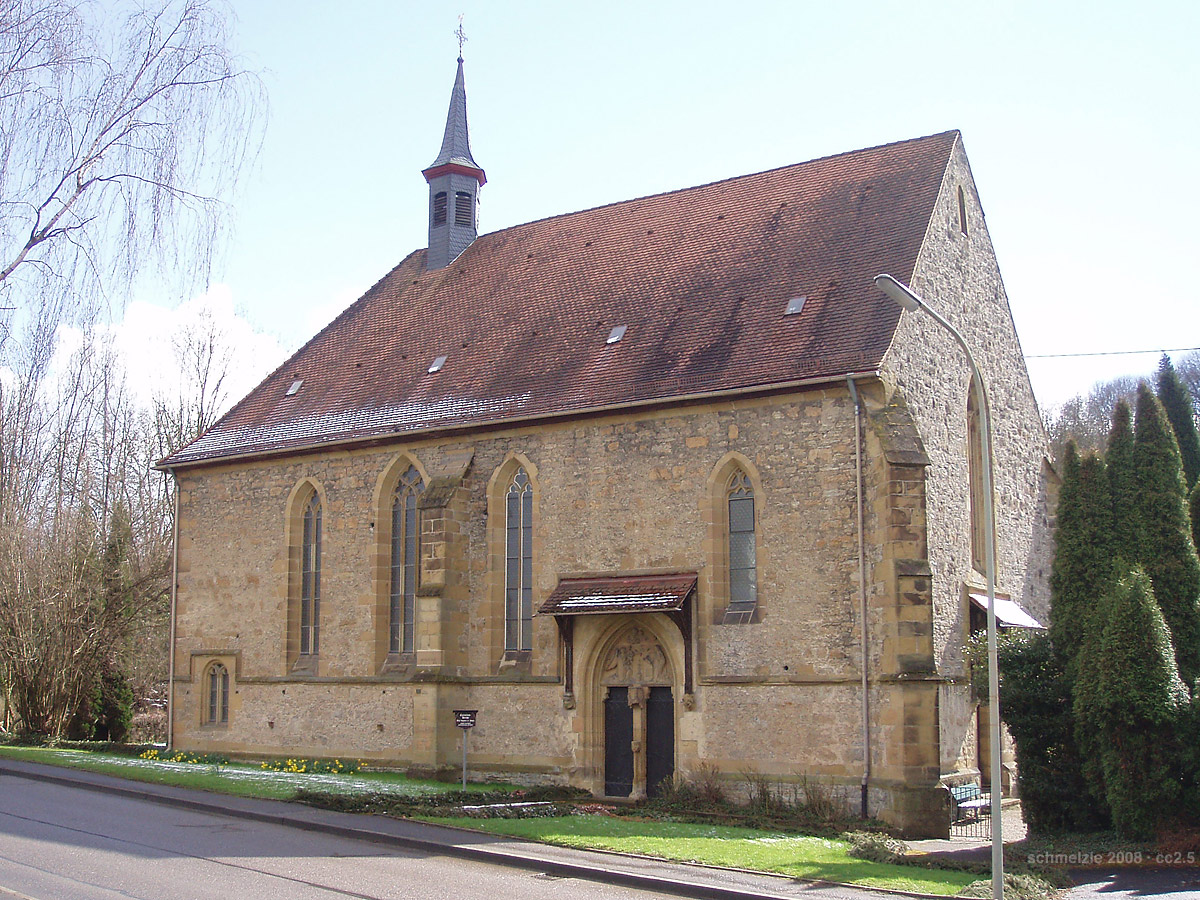
Evang. Cornelienkirche Bad Wimpfen

Da die ehemals Freie Reichsstadt 1803 an Hessen-Darmstadt, dem späteren Großherzogtum Hessen gelangt war, gehörte die evangelische Kirchengemeinde auch zur dortigen Landeskirche (heute Evangelische Kirche in Hessen und Nassau). Erst 1968 wurde die Kirchengemeinde in die württembergische Landeskirche umgegliedert.

### Biberach-Kirchhausen-Fürfeld

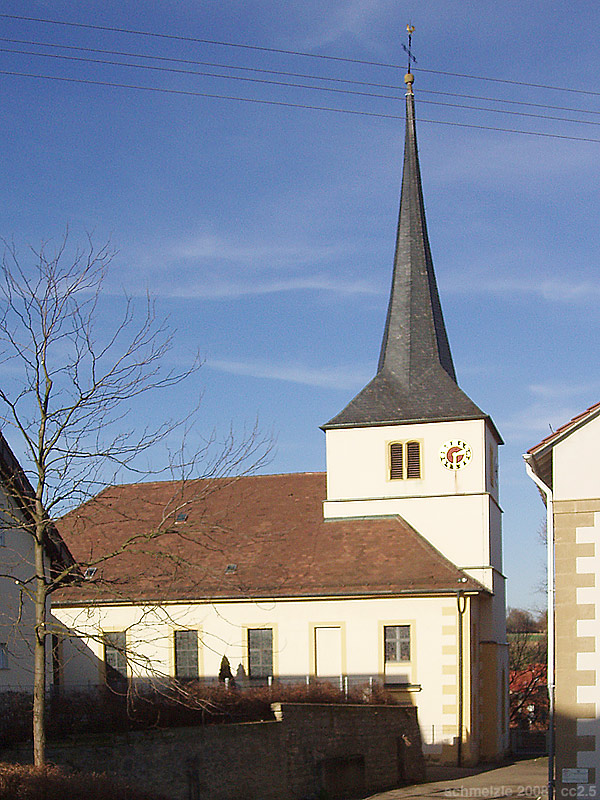
Evang. Kirche Biberach

Zur Kirchengemeinde Biberach-Kirchhausen-Fürfeld fusionierten 2021 die Kirchengemeinden Biberach-Kirchhausen und Fürfeld.
Die Kirchengemeinde Biberach-Kirchhausen (ca. 3.600) umfasste die Stadtteile Biberach und Kirchhausen der Stadt Heilbronn. Eine Kirche zu den Hl. Cornelius, Cyprian und zum Hl. Kreuz wird in Biberach 1496 erstmals erwähnt. Über den Wormser Dompropst gelangte die Kirche an die Stadt Wimpfen, welche die Reformation einführte. 1681 gelangte der Ort an den Deutschen Orden, der wieder Katholiken ansiedelte. Daher wurde ab 1685 die Dorfkirche fortan simultan genutzt. Die Katholiken wurden von der Nachbarpfarrei Kirchhausen betreut. 1862 erbaute sich die katholische Gemeinde eine eigene Kirche im neugotischen Stil. Seither dient die alte Dorfkirche allein der evangelischen Kirchengemeinde als Gottesdienstraum.
Zur evangelischen Kirchengemeinde zählen auch die Protestanten aus dem Nachbarort Kirchhausen, der stets katholisch war. Evangelische Bewohner zogen dort überwiegend erst nach dem Zweiten Weltkrieg zu. Die Kirchengemeinde hieß daher zunächst nur „Kirchengemeinde Biberach“. Durch Bekanntmachung des Oberkirchenrats vom 19. August 1985 wurde sie in „Kirchengemeinde Biberach-Kirchhausen“ umbenannt. 1986 wurde die Dietrich-Bonhoeffer-Kirche in Kirchhausen eingeweiht.

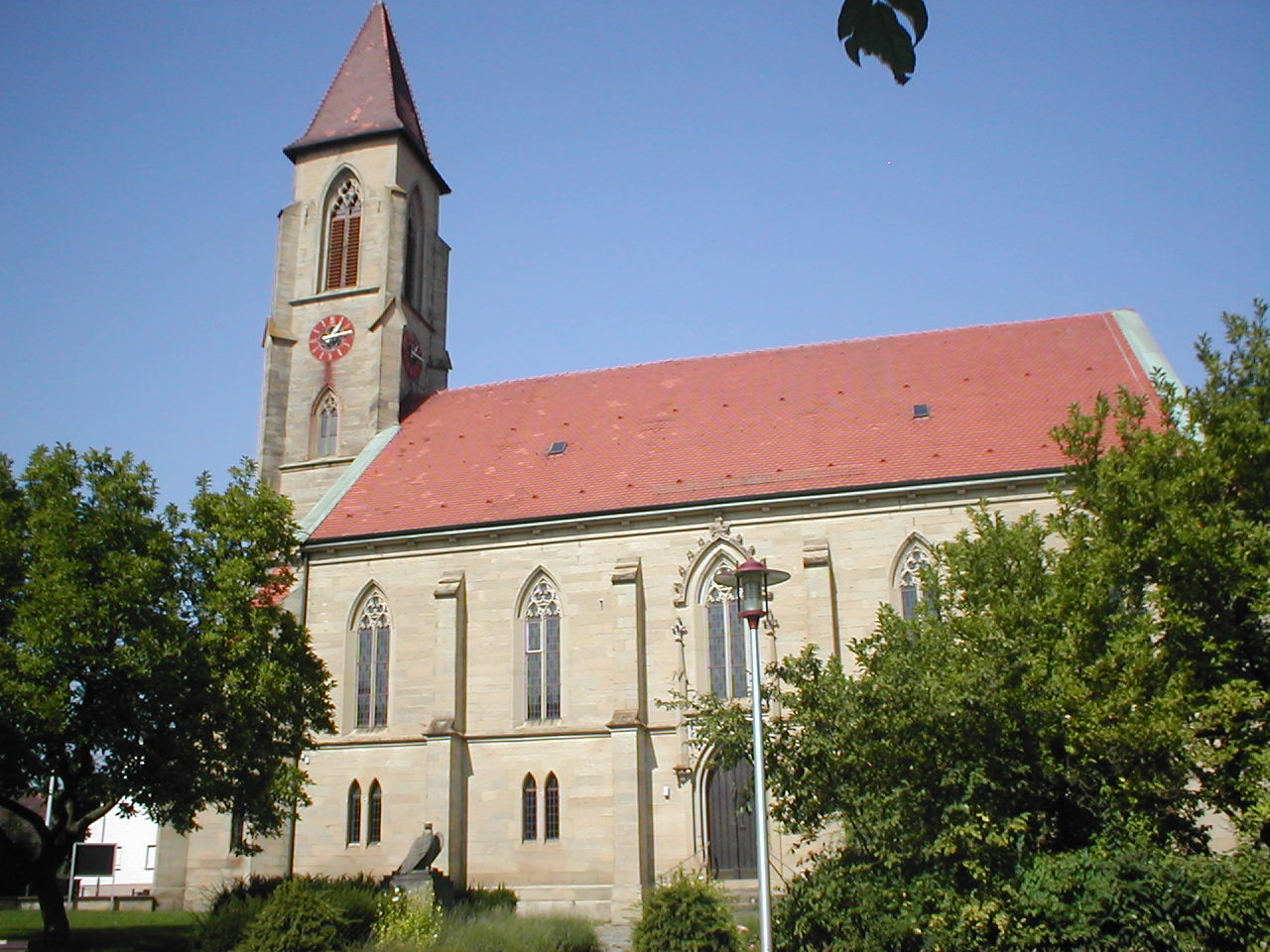
Evang. Kirche Bad Rappenau-Fürfeld

Die Kirchengemeinde Fürfeld (ca. 950) umfasst den Stadtteil Fürfeld der Stadt Bad Rappenau. Kirchlich gehörte Fürfeld zur Nachbargemeinde Bonfeld. Die Herren von Gemmingen errichteten dann eine eigene Pfarrei. Eine Kirche zum Hl. Kreuz kam 1430 an die Stiftskirche St. Peter, die sie an die Herren von Gemmingen verkaufte. Sie diente bis ins 19. Jahrhundert als Pfarrkirche und wurde nach dem Neubau der Evangelischen Kirche 1873 profaniert. Die von Albert Barth erbaute heutige Kirche wurde in den 1950er und 1960er Jahren innen und außen renoviert.

### Böckingen-Klingenberg

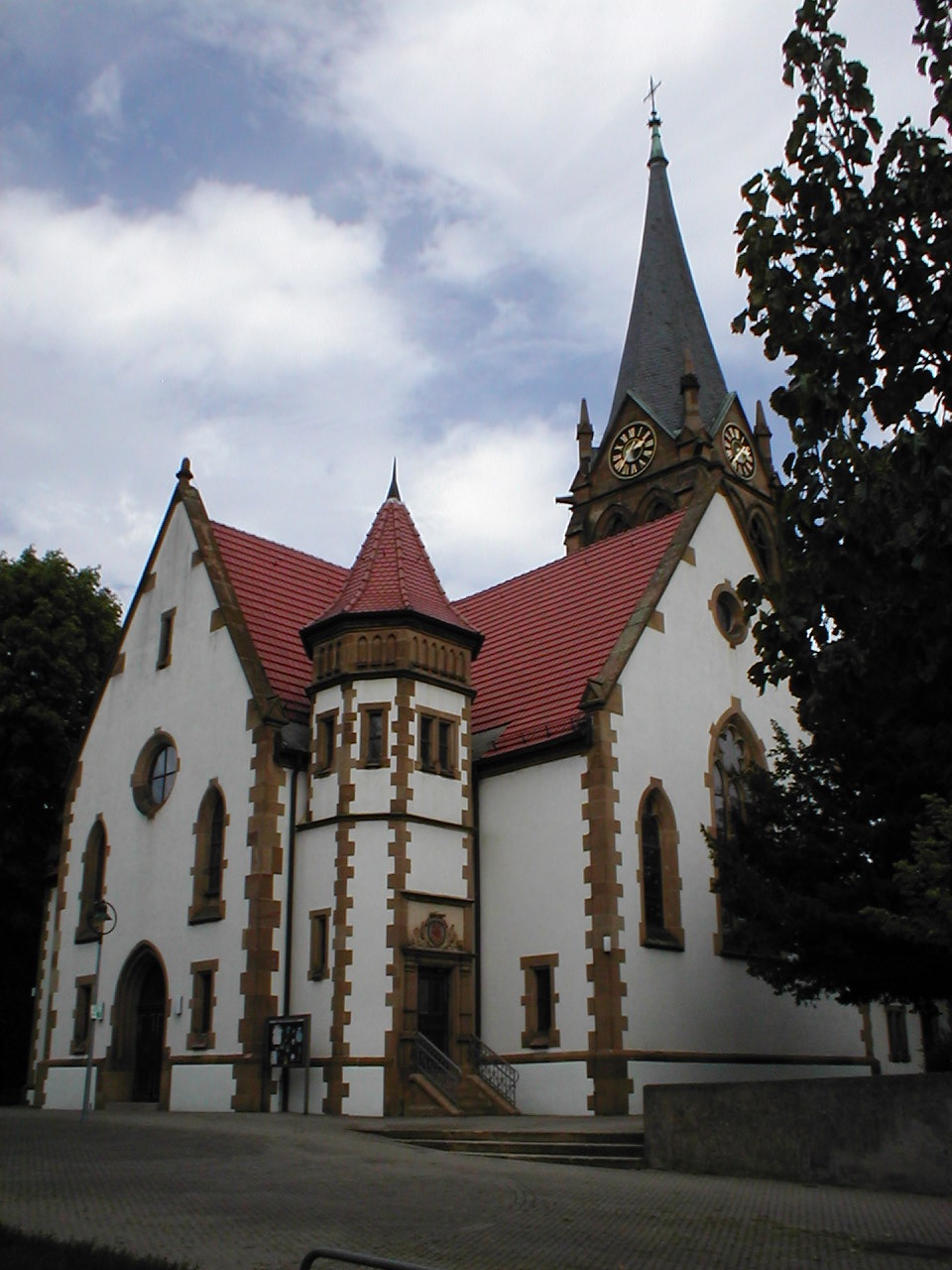
Evang. Pankratiuskirche Heilbronn-Böckingen

Zur Kirchengemeinde Böckingen-Klingenberg fusionierten 2023 die Kirchengemeinden Böckingen und Klingenberg.
Im Zeitraum von 12. November 1989 bis Ende 2010 waren die je selbständigen Stadtkirchengemeinde Böckingen und die Auferstehungskirchengemeinde Böckingen zur Gesamtkirchengemeinde Böckingen (ca. 9.100) zusammengeschlossen. Mit Wirkung vom 1. Januar 2010 wurde die alleinige Kirchengemeinde Böckingen wiederhergestellt. Sie umfasste den Stadtteil Böckingen der Stadt Heilbronn.
Bereits 795 wird eine Kirche in Böckingen erwähnt, als eine Basilika, die ab 1291 St. Pankratius genannt wird, an das Kloster Lorsch kam. Der Kirchensatz gelangte über die Herren von Böckingen und deren Erben 1736 an die Reichsstadt Heilbronn, welche bereits 1532 die Reformation eingeführt hatten. Die Pankratiuskirche wurde 1900/01 von Dolmetsch umgebaut und vergrößert. Dabei erhielt der Turm ein weiteres Stockwerk. Nach Kriegszerstörungen wurde sie wieder aufgebaut.

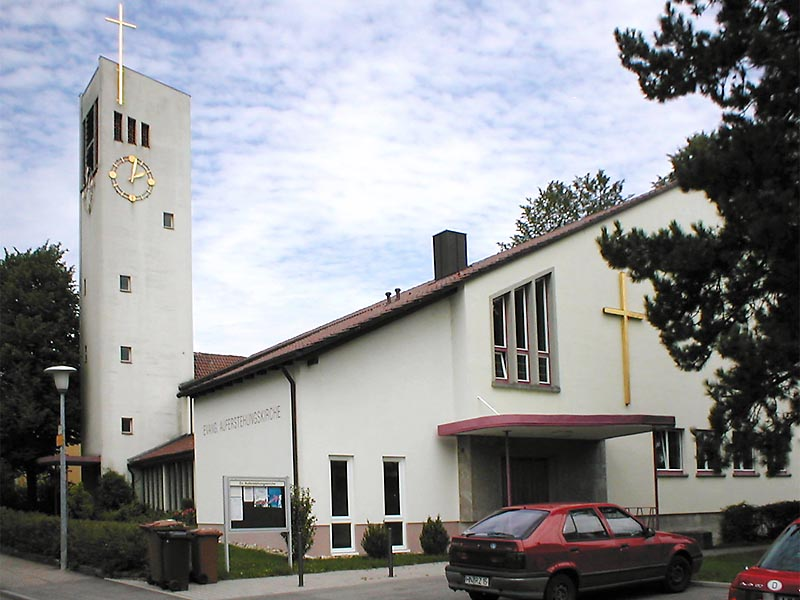
Auferstehungskirche

Infolge starken Zuzugs wurde 1958/59 in Böckingen eine weitere Kirche, die Auferstehungskirche,  erbaut und dort (1989–2010) eine eigene Kirchengemeinde für den Norden des Stadtteils Böckingen errichtet. Der Wohnbezirk Haselter war während dieser Zeit Teil der Stadtkirchengemeinde.

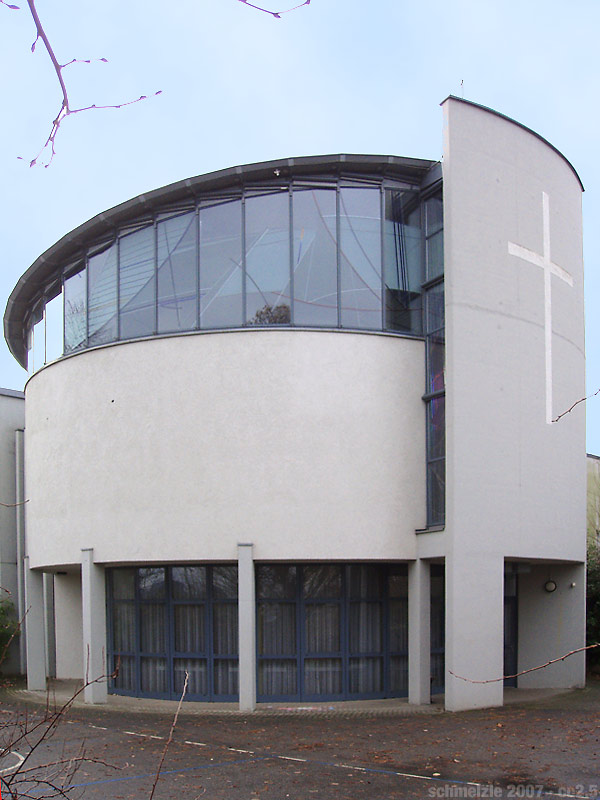
Versöhnungskirche

1996 entstand im Holunderweg eine weitere evangelische Kirche, die Versöhnungskirche. Zunächst war beabsichtigt, auch dort eine eigenständige Teilkirchengemeinde innerhalb der Gesamtkirchengemeinde Böckingen zu bilden. Dies wurde jedoch wegen rückläufiger Gemeindegliederzahlen nicht realisiert. Die Versöhnungskirche war zweite Predigtstelle der Auferstehungskirchengemeinde Böckingen.

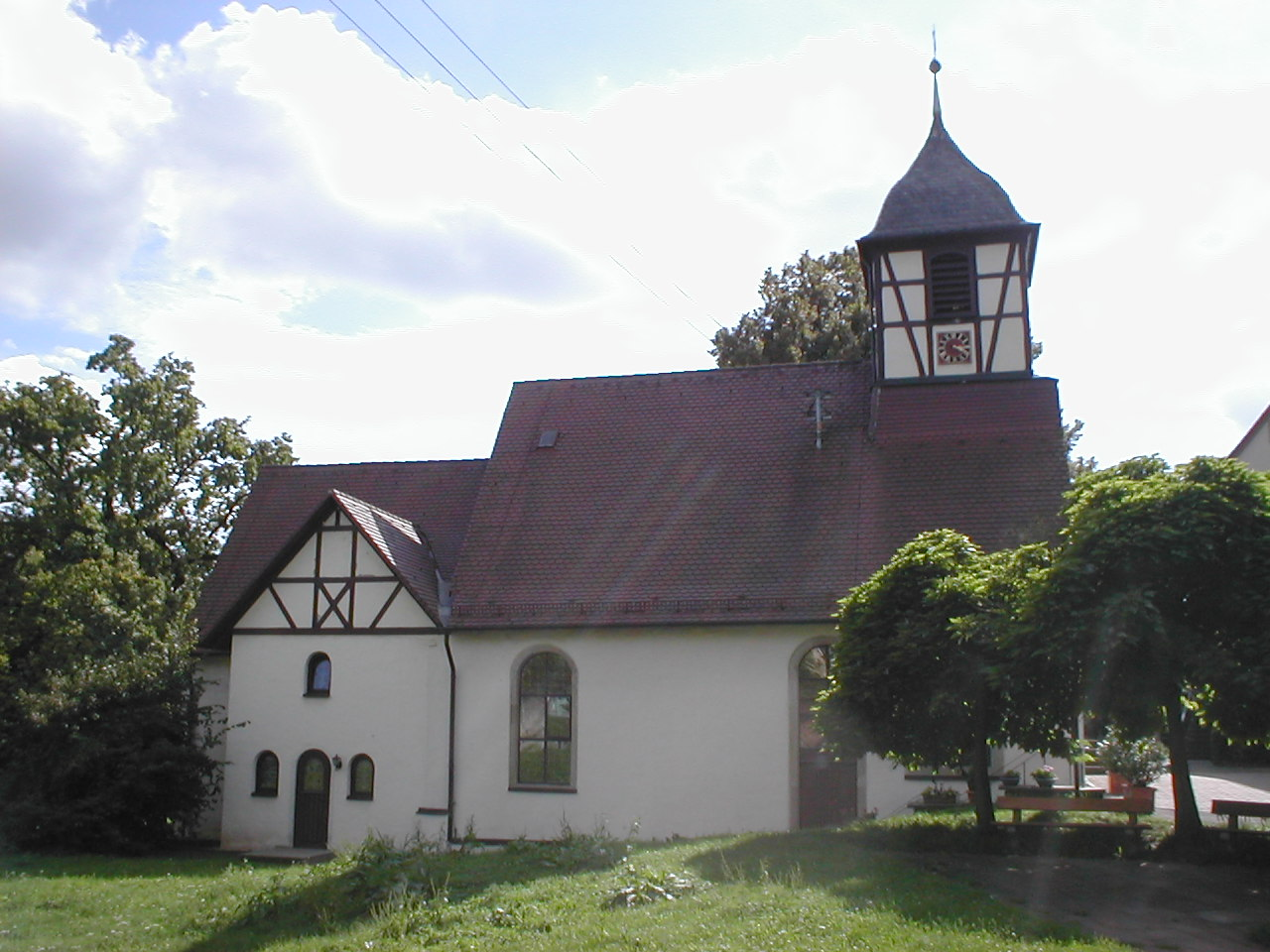
Evangelische Kirche Klingenberg

Die Kirchengemeinde Klingenberg (ca. 1.000) umfasste den Stadtteil Klingenberg der Stadt Heilbronn. Schon um 1300 wird eine Kirche erwähnt, die dem Kloster Weißenburg gehörte und anschließend badisches Lehen der Ortsherrschaft war. Die Herren von Neipperg, Ortsherren seit dem frühen 15. Jahrhundert, führten die Reformation ein und bauten die Evangelische Kirche Klingenberg verschiedentlich aus.
Bis 1939 gehörte die Kirchengemeinde Klingenberg zum Kirchenbezirk Brackenheim. Mit Wirkung vom 1. April 1939 wurde sie in den Kirchenbezirk Heilbronn umgegliedert.

### Bonfeld

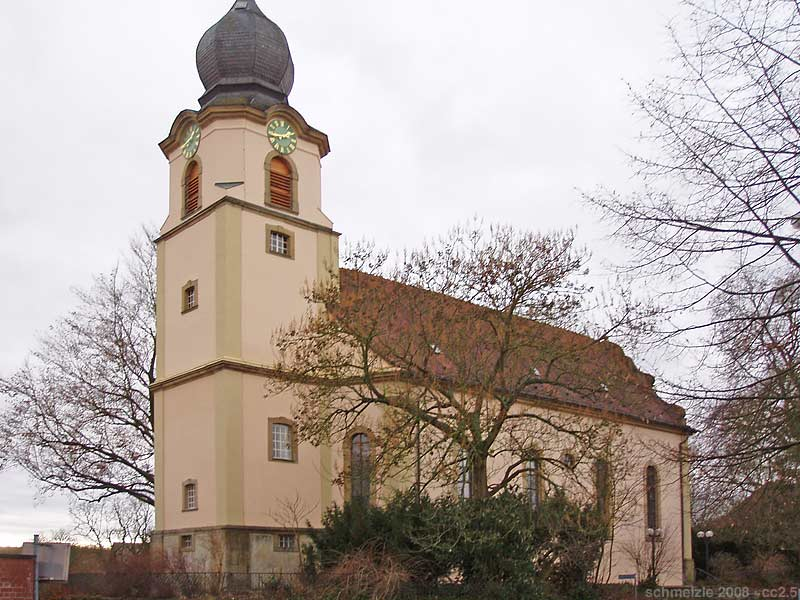
Evang. Kirche Bonfeld

Die Kirchengemeinde Bonfeld (ca. 1.100) umfasst den Stadtteil Bonfeld der Stadt Bad Rappenau. Die Pfarrkirche St. Margareta wurde 1413 erstmals erwähnt. Über das Stift Wimpfen kam sie 1569 an die Herren von Gemmingen, die 1521/25 die Reformation einführten. Die heutige evangelische Kirche in Bonfeld wurde 1773/74 im frühklassizistischen Stil erbaut. Sie besitzt keinen Chor und hat einen Ostturm.

### Flein

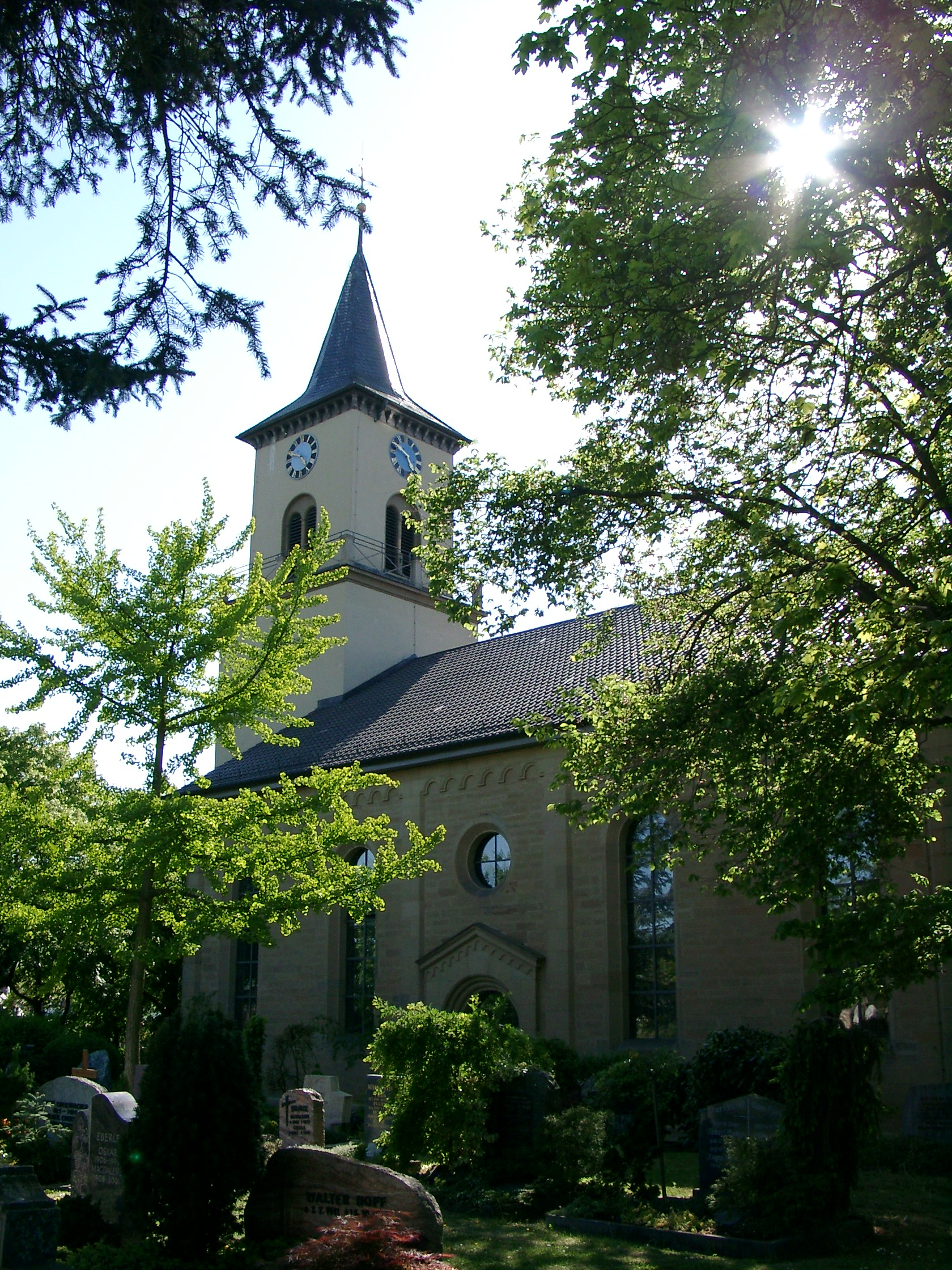
Evang. Kirche Flein

Die Kirchengemeinde Flein (ca. 3.400) umfasst die Gemeinde Flein. Eine Kirche wurde 1233 erstmals erwähnt, als Wilhelm von Wimpfen das Patronatsrecht der Kirche dem von ihm gestifteten Wimpfener Spital schenkte. Ab 1430 taucht sie als Kirche St. Veit auf. Die Reformation wurde durch die Reichsstadt Heilbronn, zu der Flein gehörte, eingeführt. Die heutige Pfarrkirche St. Veit wurde 1841 anstelle einer gotischen Kirche aus dem 15. Jahrhundert erbaut. Von der alten Kirche ist der romanische Chorturm noch erhalten und dient heute als Sakristei. Die Kirche verfügt über einen Schreinaltar von 1514.
Der zur Gemeinde Talheim gehörige Wohnplatz Haigern wurde durch Bekanntmachung des Oberkirchenrats vom 13. Oktober 1955 der Kirchengemeinde Flein zugeordnet, jedoch durch Bekanntmachung vom 1. März 1985 wieder in die Kirchengemeinde Talheim umgegliedert.

### Frankenbach

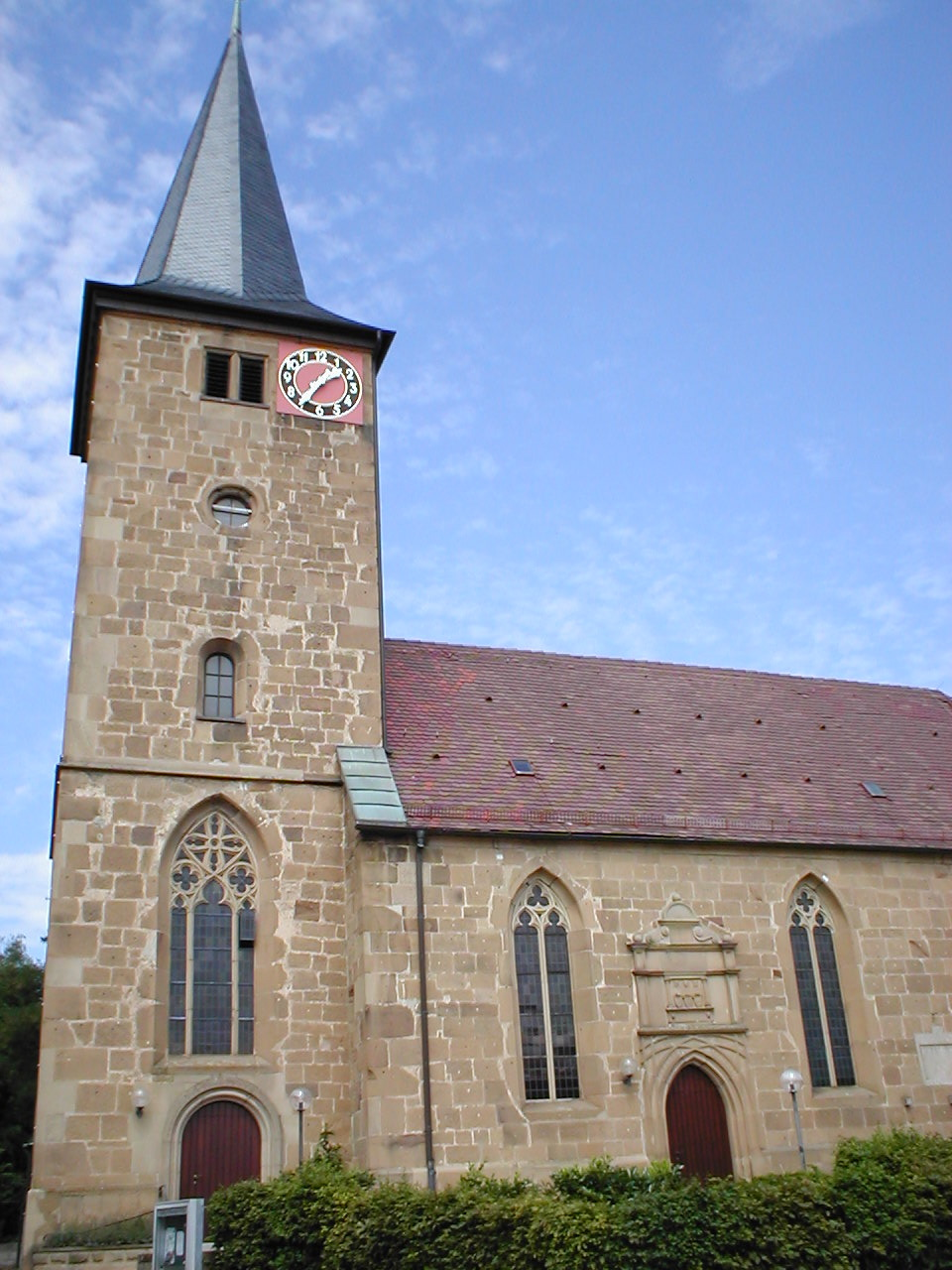
Albanskirche in Frankenbach

Die Kirchengemeinde Frankenbach (ca. 2.900) umfasst den Stadtteil Frankenbach der Stadt Heilbronn. Kirchlich war Frankenbach zunächst Filiale von Neckargartach. Eine Kirche wird aber bereits 1425 erstmals erwähnt. 1496 wird sie St.-Alban-Kirche genannt. 1521 wurde sie zur Pfarrkirche erhoben. Mit der Reichsstadt Heilbronn wurde Frankenbach 1530 evangelisch. Die ursprünglich romanische Kirche wurde 1590 spätmanieristisch umgebaut und 1864 nochmals erweitert. Am Südportal ist ein Bildwerk angebracht, das die Schrecken der kaiserlichen Plünderung des Jahres 1634 darstellt.

### Großgartach

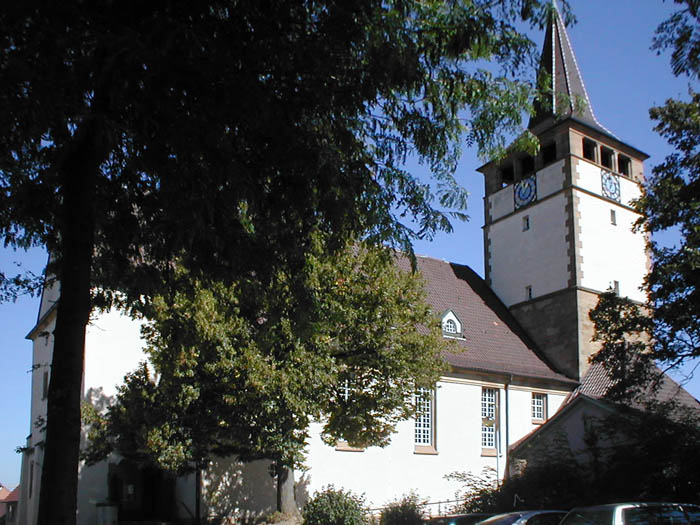
Evang. Kirche Leingarten-Großgartach

Die Kirchengemeinde Großgartach (ca. 3.300) umfasst den Ortsteil Großgartach der Gemeinde Leingarten. Eine Kirche wird in Großgartach bereits 1190 erwähnt. Sie ist aber wesentlich älter. Ab 1496 wird sie St. Laurentiuskirche (heute: Lorenzkirche) genannt. Über die Grafen von Lauffen kam die Kirche an das Kloster Odenheim. Die spätromanische Kirche wurde 1913 völlig umgebaut. Das Untergeschoss des ehemaligen Chorturms dient heute als Taufkapelle.
Durch Bekanntmachung des Oberkirchenrats vom 30. Januar 1984 wurden zwischen der Kirchengemeinde Großgartach und der benachbarten, bis 1974 zu Baden gehörigen Kirchengemeinde Schluchtern, verschiedene Gebietsveränderungen durchgeführt.

### Gesamtkirchengemeinde Heilbronn
Die Gesamtkirchengemeinde umfasst die Kernstadt von Heilbronn und den südlich gelegenen Stadtteil Sontheim. Sie besteht aus den nachfolgenden acht Kirchengemeinden, wobei die damalige Kirchengemeinde Sontheim erst durch Verfügung vom 9. März 1978 dem Verband der Gesamtkirchengemeinde Heilbronn beitrat.

#### Kilianskirchengemeinde Heilbronn

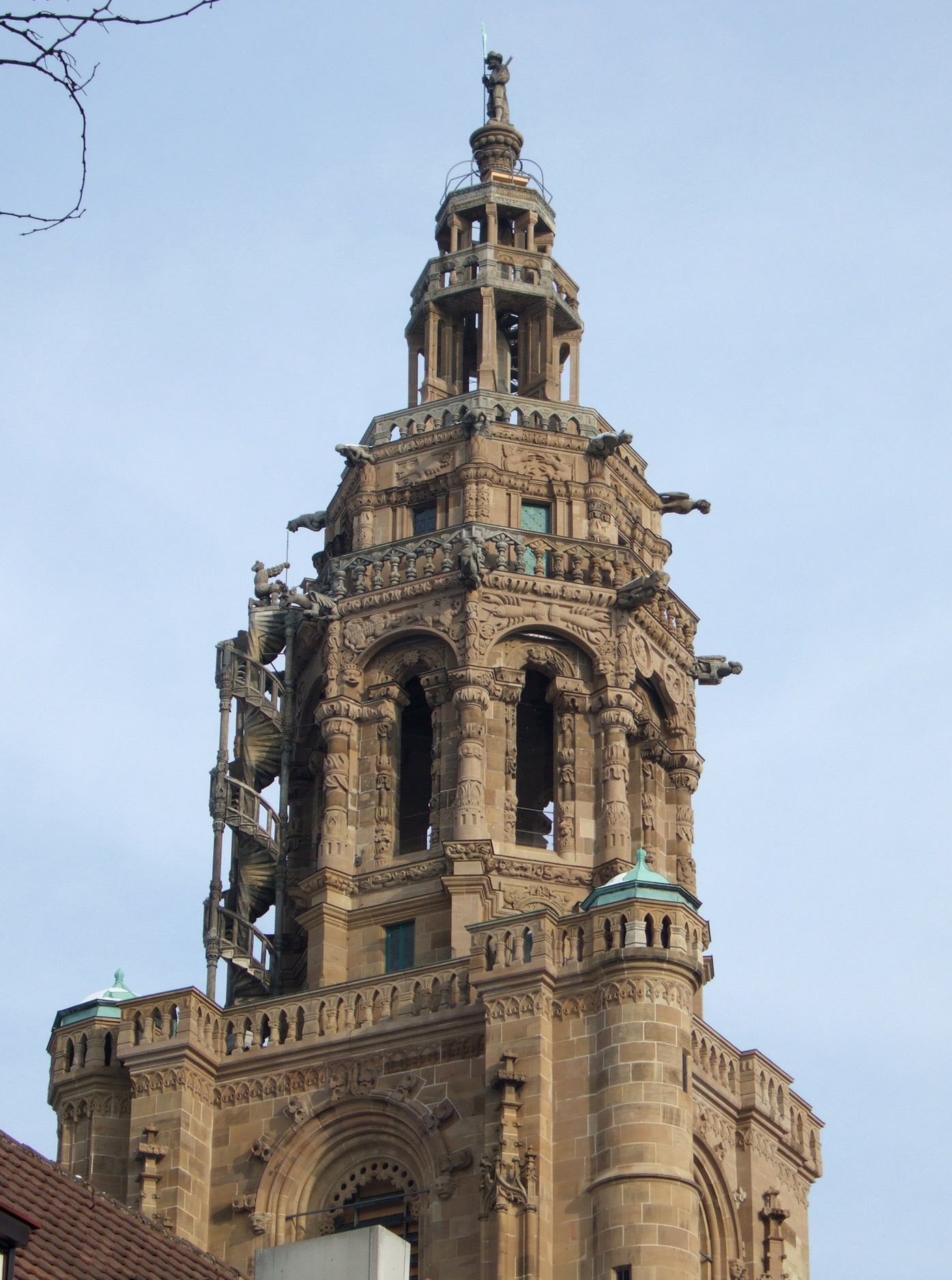
Turm der Kilianskirche

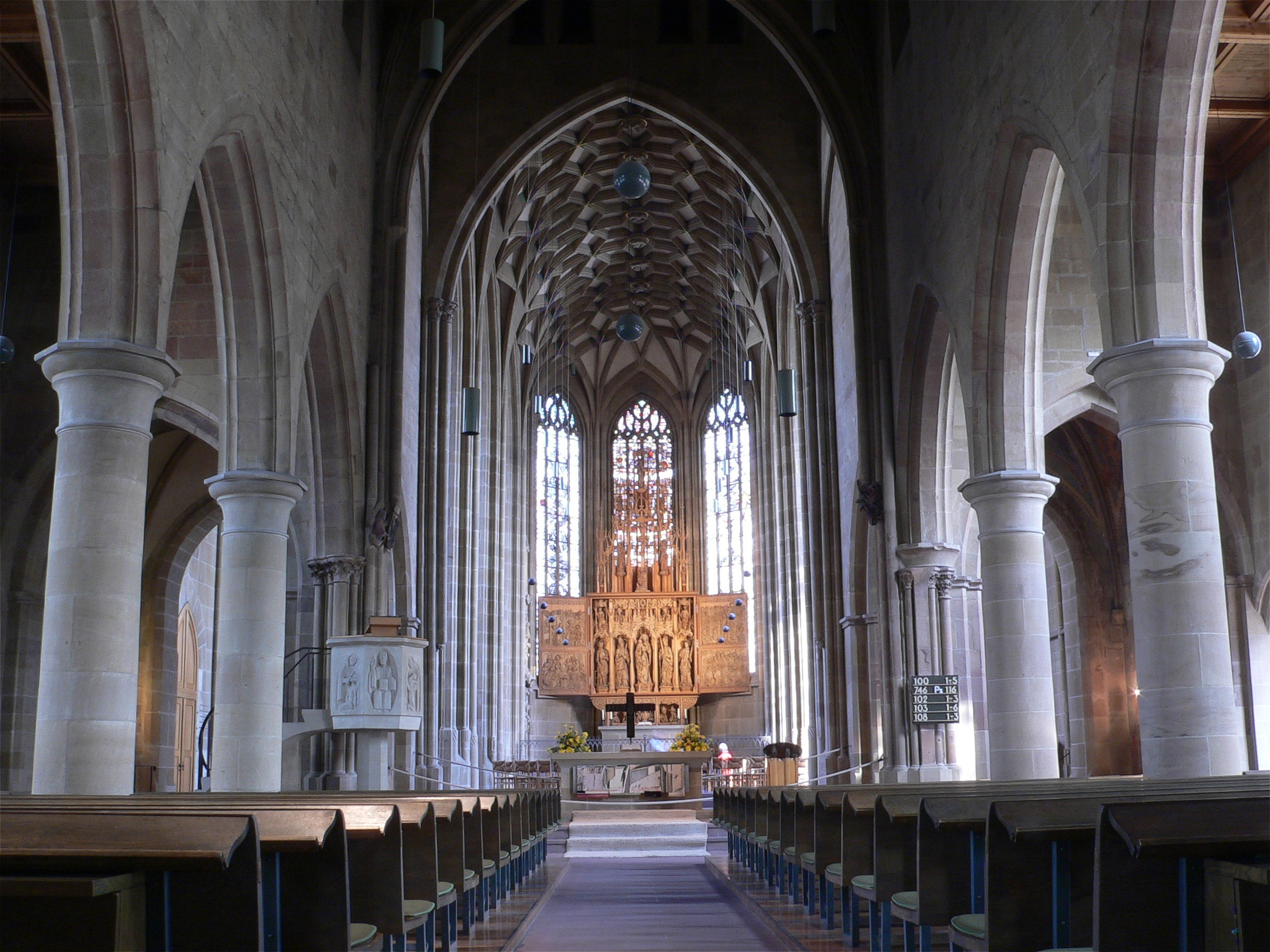
Evang. Kilianskirche Heilbronn – Innenansicht

Die Kilianskirchengemeinde Heilbronn (ca. 2.300) umfasst die Innenstadt von Heilbronn und den Wohnplatz Wohlgelegen, der durch Bekanntmachung des Oberkirchenrats vom 17. Januar 1963 von der Kirchengemeinde Neckargartach hierher umgegliedert wurde. Die Kilianskirche wurde 1278 erbaut, doch gab es an gleicher Stelle zuvor eine Kirche, die Pfalzkapelle St. Michael. Diese war die Mutterkirche Heilbronns, die zwischen 741 und 747 an das Bistum Würzburg gelangte. 1528 wurde in der Kilianskirche das Abendmahl in beiderlei Gestalt ausgeteilt und somit die Reformation eingeführt. Nach dem Übergang der Reichsstadt Heilbronn an Württemberg wurde die Kilianskirche 1803 Sitz eines Dekans und 1810 auch eines Prälaten. Die Kilianskirche wurde in den vergangenen Jahrhunderten mehrfach umgebaut und verändert.

#### Emmaus-Kirchengemeinde Heilbronn

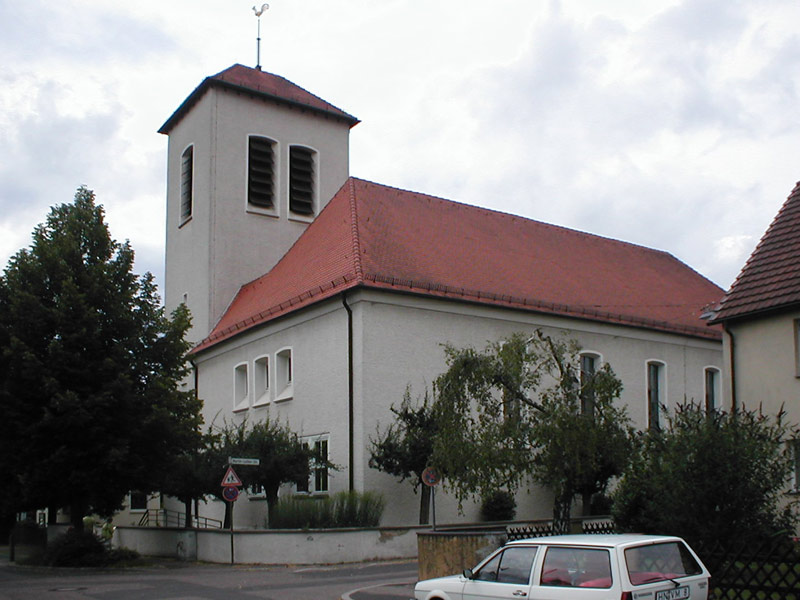
Evang. Martin-Luther-Kirche Heilbronn

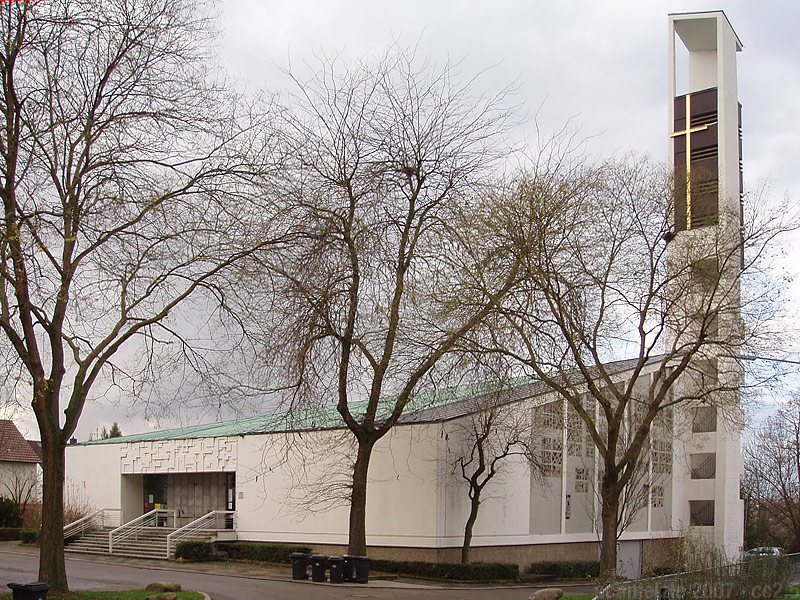
Evang. Kreuzkirche

Die Emmaus-Kirchengemeinde Heilbronn (ca. 4.000) umfasst den Süden der Heilbronner Kernstadt. Sie entstand am 1. Januar 2002 durch Vereinigung der beiden bis dahin selbständigen Martin-Luther-Kirchengemeinde Heilbronn und der Kreuzkirchengemeinde Heilbronn. Daher hat die Kirchengemeinde heute noch zwei Kirchen.
Die Martin-Luther-Kirche wurde 1933/34 erbaut, brannte 1944 aus und wurde 1948 wieder aufgebaut. Mit den Kirchenwahlen vom November 1947 wurde die eigenständige Martin-Luther-Kirchengemeinde durch Abtrennung von der Südgemeinde Heilbronn gebildet, nachdem das Kultministerium die neue Martin-Luther-Kirchengemeinde mit Schreiben vom 2. Dezember 1947 als Körperschaft des öffentlichen Rechts anerkannt hatte. Das 2. Pfarramt der Südgemeinde wurde seinerzeit in Stadtpfarramt der Martin-Luther-Kirche umbenannt.
Die Kreuzkirche wurde erst 1963/64 erbaut. Durch Bekanntmachung des Oberkirchenrats vom 15. März 1965 wurde die eigenständige Kreuzkirchengemeinde Heilbronn durch Abtrennung von der Martin-Luther-Kirchengemeinde gebildet. Das Kultusministerium hatte die Kreuzkirchengemeinde Heilbronn mit Schreiben vom 15. Januar 1965 als Körperschaft des öffentlichen Rechts anerkannt. 2002 schlossen sich beide Kirchengemeinden wieder zusammen. Die neue Kirchengemeinde gab sich den Namen Emmaus-Kirchengemeinde Heilbronn.

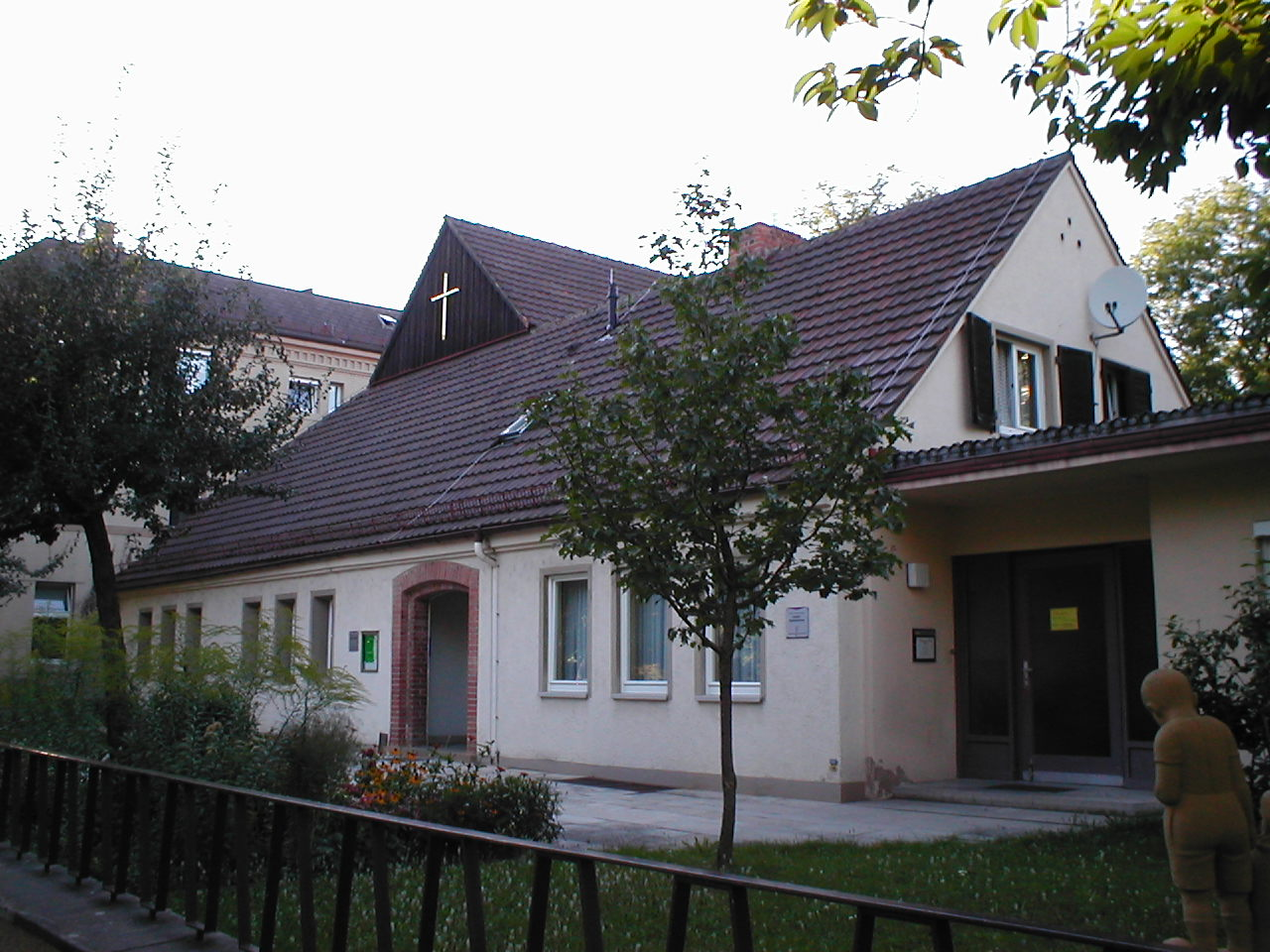
Evang. Wichernkirche Heilbronn

#### Friedenskirchengemeinde Heilbronn
Die Friedenskirchengemeinde Heilbronn (ca. 4.700) umfasst den Nordosten der Heilbronner Kernstadt. Die Heilbronner Friedenskirche wurde 1899 für die rasch wachsende Stadt erbaut und an ihr eine eigene Kirchengemeinde errichtet. 1944 wurde die Kirche zerstört und 1948 durch die nach Plänen Otto Bartnings in der Nähe errichtete Wichernkirche ersetzt.

#### Nikolaikirchengemeinde Heilbronn

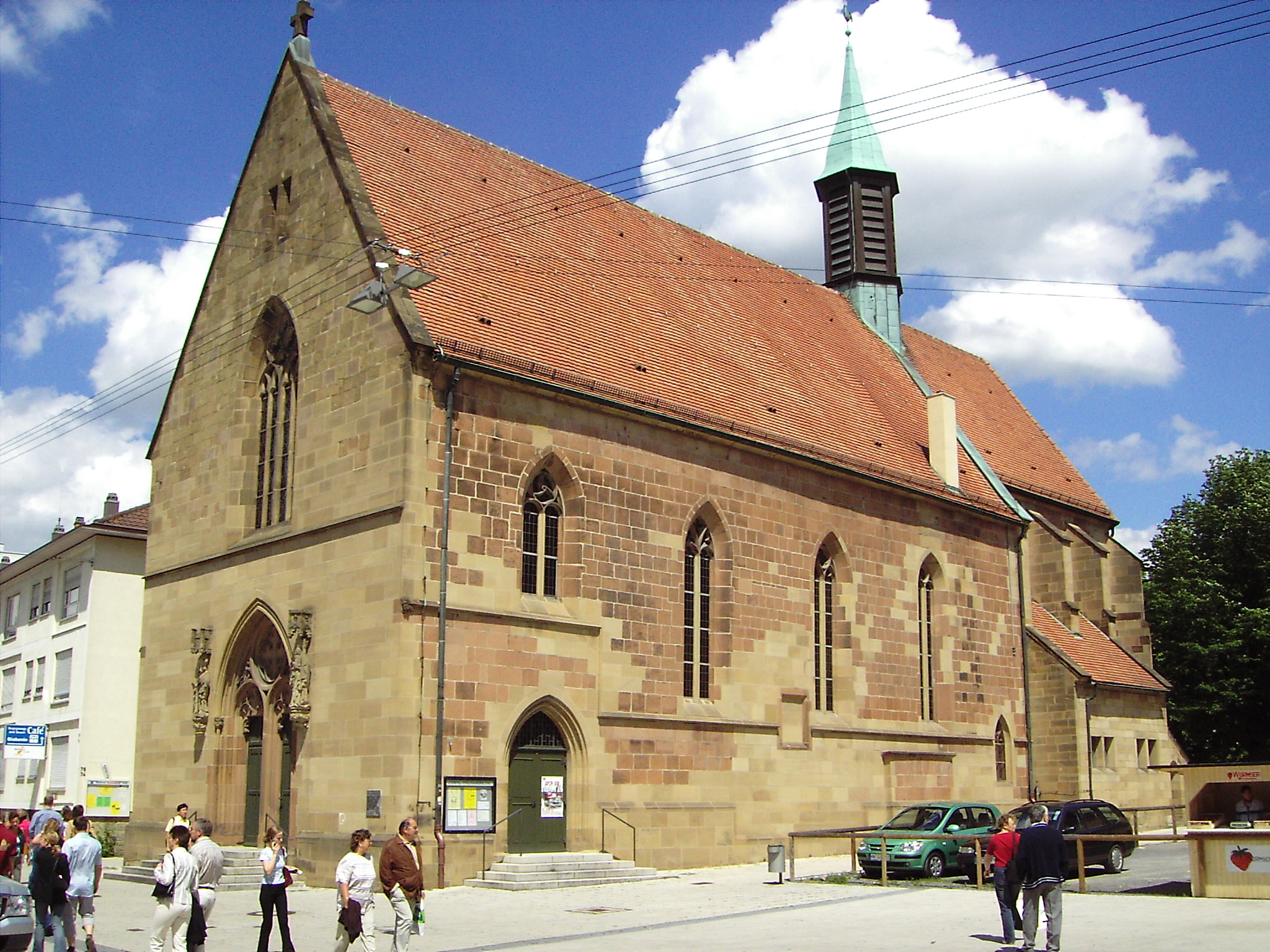
Evang. Nikolaikirche

Die Nikolaikirchengemeinde Heilbronn umfasst den Norden und Nordwesten der Heilbronner Kernstadt. Die Nikolaikirche wurde erstmals 1351 erwähnt. Die gotische Kirche war ab 1525 die erste reformatorische Kirche der Stadt, sie war aber bis 1851 mehrfach profaniert. 1944 wurde die Kirche stark zerstört, ab 1949 im Heimatstil wiederaufgebaut. Sie war neben der Kilianskirche bis Ende des 19. Jahrhunderts die einzige Pfarrkirche der Stadt. Durch Zuzug wurden dann jedoch weitere Gemeinden gegründet.

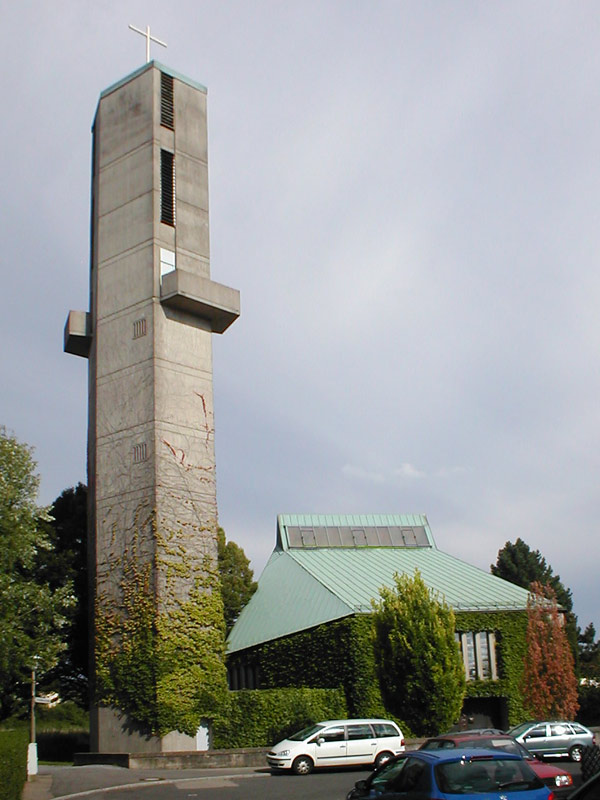
Evang. Wartbergkirche Heilbronn

Die Wartberg-Au-Kirchengemeinde Heilbronn, zum 1. Juli 1995 aus der Fusion der Aukirchengemeinde und der Wartbergkirchengemeinde entstanden, fusionierte im Dezember 2013 mit der Nikolaikirchengemeinde.
Die Aukirche wurde 1907 erbaut und an ihr die eigenständige Aukirchengemeinde Heilbronn errichtet. 1944 wurde die Aukirche zerstört und 1957 von Gustav Ernst Kistenmacher neu erbaut. Sie wurde 1999 an die Griechisch-Orthodoxe-Gemeinde verkauft. Im benachbarten Wohngebiet Wartberg, das seit den 1920er Jahren, insbesondere aber nach dem Zweiten Weltkrieg aufgesiedelt wurde, wurde durch Bekanntmachung des Oberkirchenrats vom 11. Januar 1960 die selbständige Wartbergkirchengemeinde Heilbronn als weitere Teilkirchengemeinde innerhalb der Gesamtkirchengemeinde Heilbronn errichtet, nachdem das Kultusministerium mit Schreiben vom 22. Oktober 1959 die Wartbergkirchengemeinde als Körperschaft des öffentlichen Rechts anerkannt hatte. Die Wartbergkirche wurde 1966/67 erbaut. Architekt war Rudolf Gabel. Das jetzige Gemeindezentrum befindet sich um die Wartbergkirche, mit Pfarrhaus und Pfarramt sowie Wartberggemeindehaus und Wartbergkindergarten in der Schüblerstraße.

#### Dietrich-Bonhoeffer-Kirchengemeinde Heilbronn-Sontheim
Die Dietrich-Bonhoeffer-Kirchengemeinde Heilbronn-Sontheim (ca. 1.900) umfasst den Osten des Heilbronner Stadtteils Sontheim. Infolge starken Wachstums der Matthäusgemeinde Sontheim entstand im Neubaugebiet Sontheim-Ost 1987/88 ein neues Gemeindezentrum, das Dietrich-Bonhoeffer-Gemeindezentrum. Am 1. Januar 1991 wurde dort eine eigene Kirchengemeinde errichtet.

#### Matthäuskirchengemeinde Heilbronn-Sontheim

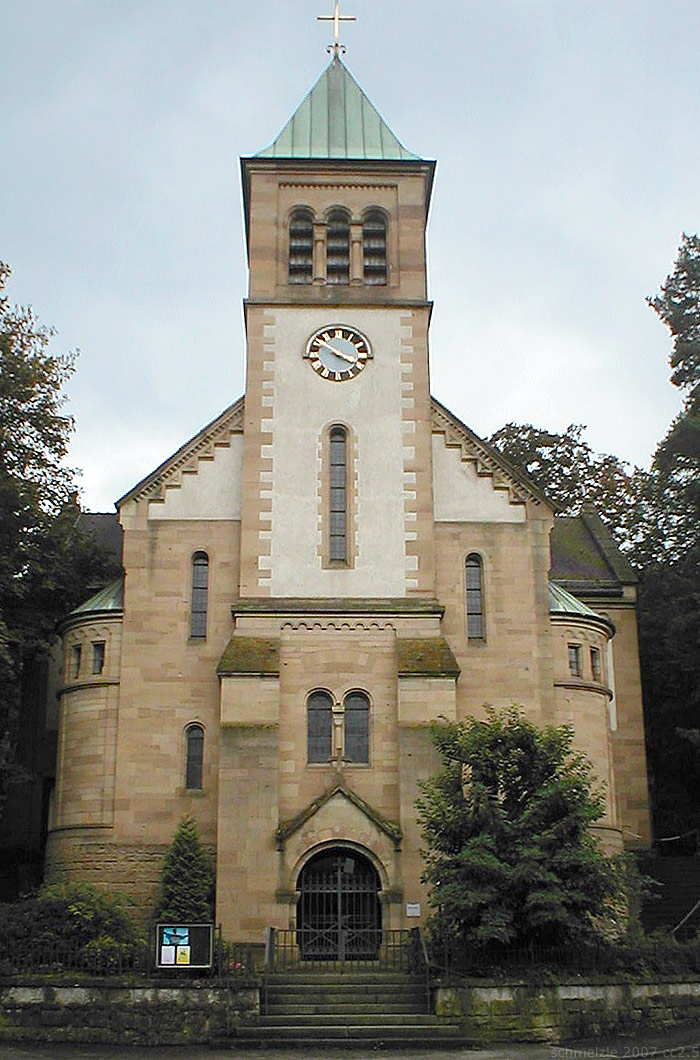
Evang. Matthäuskirche Heilbronn-Sontheim

Die Matthäuskirchengemeinde Heilbronn-Sontheim (ca. 2.500 Mitglieder) umfasst den Großteil von Sontheim. Der Ort war als Besitzung des Deutschen Ordens über die Jahrhunderte fast ganz katholisch. Erst im 19. Jahrhundert, insbesondere infolge der Industrialisierung Ende des Jahrhunderts zogen auch Protestanten nach Sontheim. Sie wurden von der Nachbarpfarrei Horkheim betreut. 1884 wurde Sontheim eine Filialgemeinde Horkheims. 1898/99 konnte sich die Filialgemeinde eine eigene Kirche, die spätere Matthäuskirche, erbauen. Architekt war Theophil Frey aus Stuttgart. 1906 wurde die Filialkirchengemeinde Sontheim zur eigenständigen Kirchengemeinde erhoben. 1908 bezog der erste Pfarrer das neu erbaute Pfarrhaus in der Lauffener Straße 7. 1949 erhielt die Kirche ihren heutigen Namen Matthäuskirche. 1974 wurde das Matthäusgemeindehaus in der Lauffener Straße 9 eingeweiht. Durch Verfügung vom 9. März 1978 trat die Kirchengemeinde Sontheim der Gesamtkirchengemeinde Heilbronn bei und durch Bekanntmachung des Oberkirchenrats vom 23. August 1979 wurde sie in „Matthäuskirchengemeinde Heilbronn-Sontheim“ umbenannt. 1981 wurde für die Gemeinde eine zweite Pfarrstelle für Sontheim-Ost eingerichtet. Mit Wirkung vom 1. Januar 1991 wurde für die zweite Pfarrstelle die selbständige Dietrich-Bonhoeffer-Kirchengemeinde Heilbronn-Sontheim errichtet, nachdem 1987/88 ein eigenes Gemeindezentrum erbaut worden war. Zur Matthäuskirchengemeinde Heilbronn-Sontheim gehört auch der Kindergarten Ackermannstift, der von der Evangelischen Gesamtkirchengemeinde Heilbronn betrieben wird. Oberhalb der Matthäuskirche befinden sich das Pfarrhaus, das Matthäusgemeindehaus und der Kindergarten.

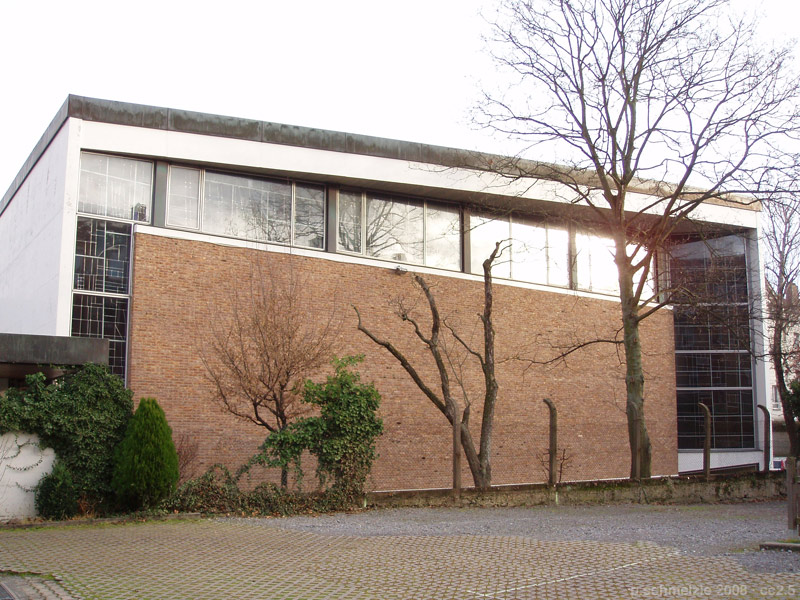
Kirchensaal der Evang. Christuskirche Heilbronn

#### Südkirchengemeinde Heilbronn
Die Südkirchengemeinde Heilbronn (ca. 3.100) umfasst die südliche Innenstadt von Heilbronn. Die Südkirche wurde 1925 als Holzkirche erbaut und an ihr eine eigene Kirchengemeinde errichtet. Im Zweiten Weltkrieg wurde die Kirche beschädigt, 1946 aber wieder restauriert. 1962 wurde die Kirche abgebrochen und an ihrer Stelle bis 1963 die heutige Christuskirche erbaut.

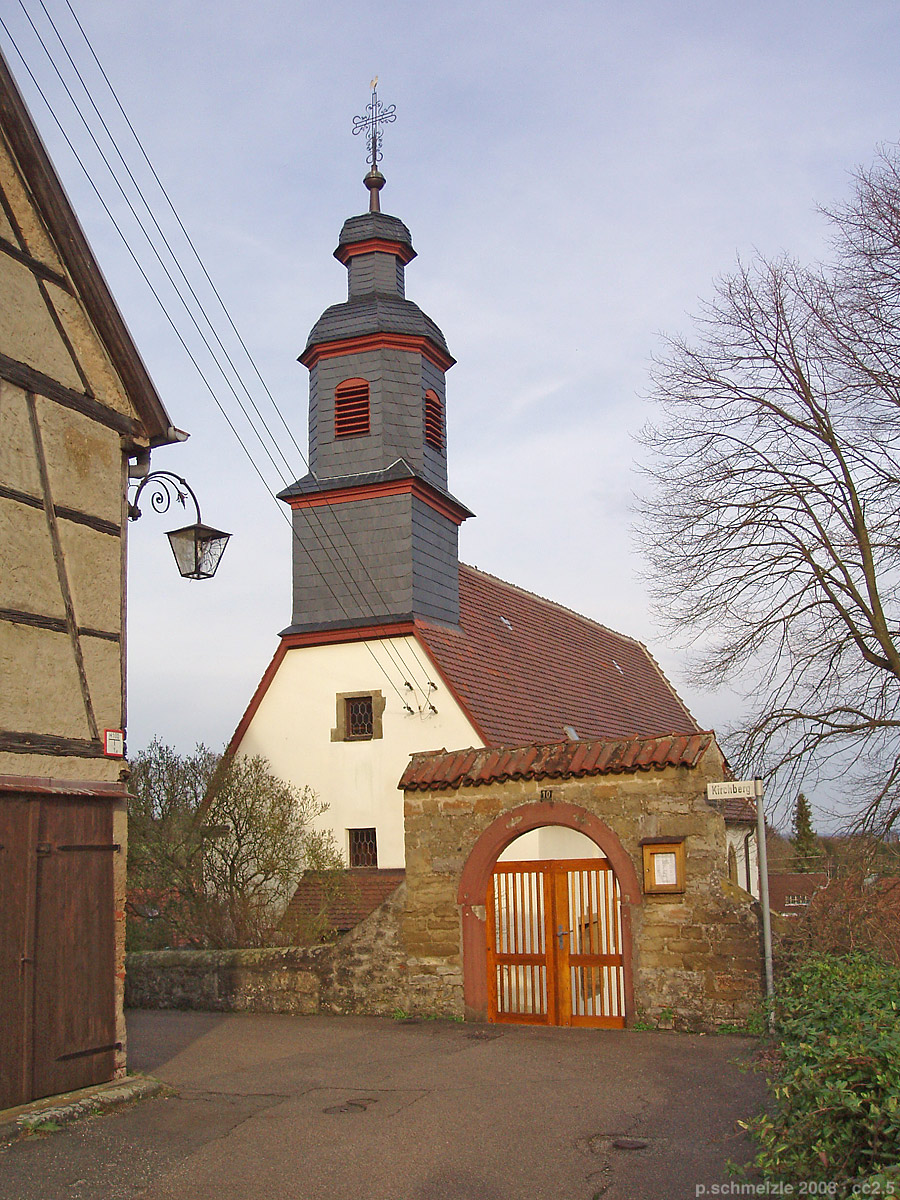
Evang. Kirche Bad Wimpfen-Hohenstadt

### Hohenstadt
Die Kirchengemeinde Hohenstadt (ca. 170) umfasst den Stadtteil Hohenstadt der Stadt Bad Wimpfen. Eine Kapelle, die dem Hl. Walpurg geweiht war, wurde bereits 1234 erstmals erwähnt. Die heutige Evangelische Kirche wurde 1480 auf den Grundmauern dieser Kapelle erbaut. Sie war stets Filiale der Wimpfener Liebfrauen-Kirche (heute Stadtkirche), von dessen Geistlichen sie auch betreut wurde. 1860 wurde Hohenstadt eine selbständige Pfarrei, dem die Filiale Helmhof zugeteilt wurde. Das Langhaus der Kirche wurde in den letzten Jahrhunderten mehrfach verändert, umgebaut und renoviert. Der Turm geht auf das Jahr 1592 zurück. 1878 wurde er mit Schiefer eingedeckt. 1915 erhielt er seine jetzige Form. Seit 1996 wird in Hohenstadt nur noch vierzehntäglich Gottesdienst gefeiert.

### Horkheim

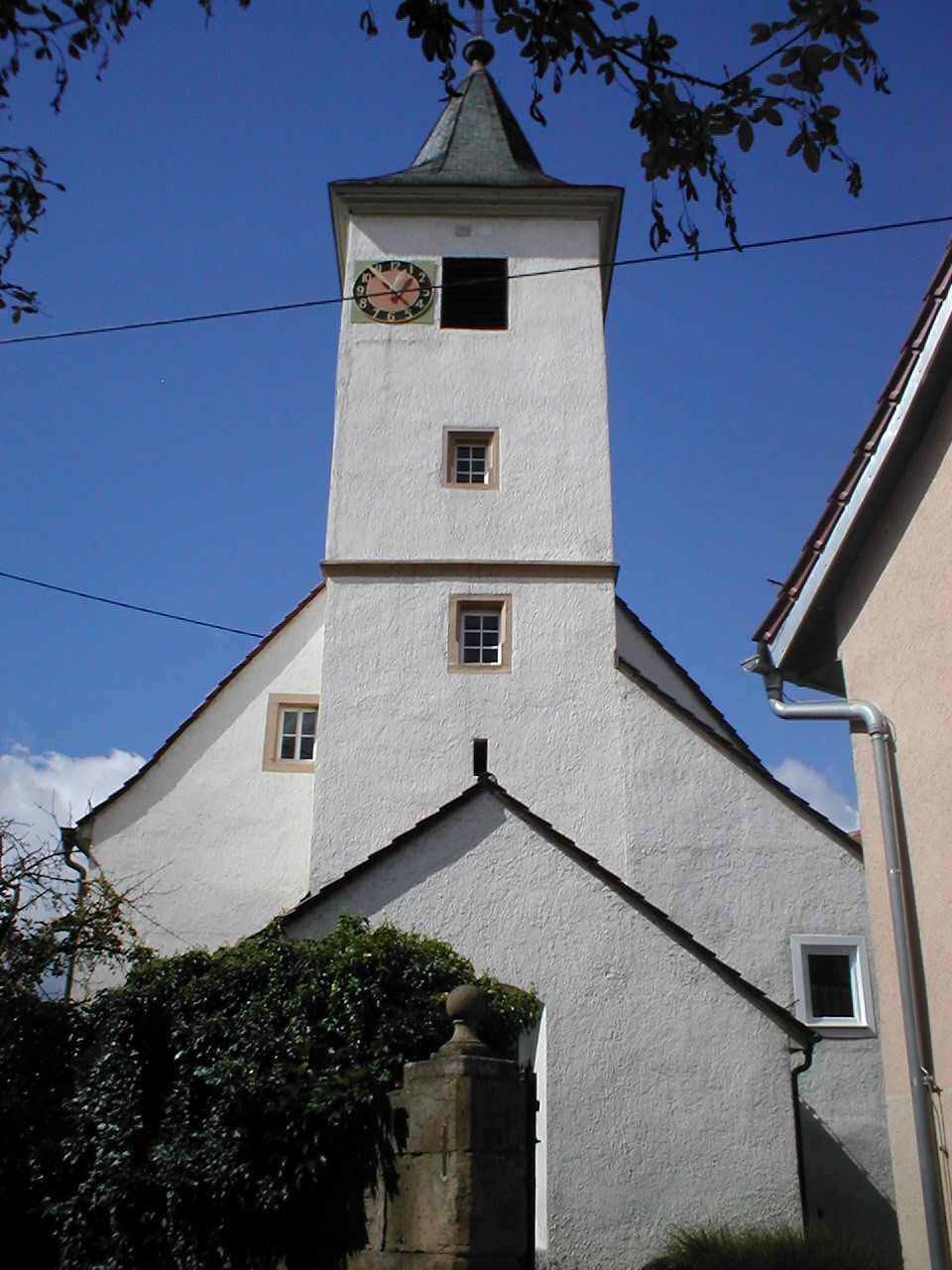
Georgskirche in Horkheim

Die Kirchengemeinde Horkheim (ca. 2.100) umfasst den Stadtteil Horkheim der Stadt Heilbronn. Eine Kirche (ab 1360 Georgskirche) wird bereits 1330 erstmals erwähnt. 1610 baute Heinrich Schickhardt an den alten tonnengewölbten Chorturm ein neues Schiff an. 1898 wurde die Kirche völlig erneuert. Im Chorturm befinden sich Grabdenkmäler der Lemlin aus dem 16. Jahrhundert.

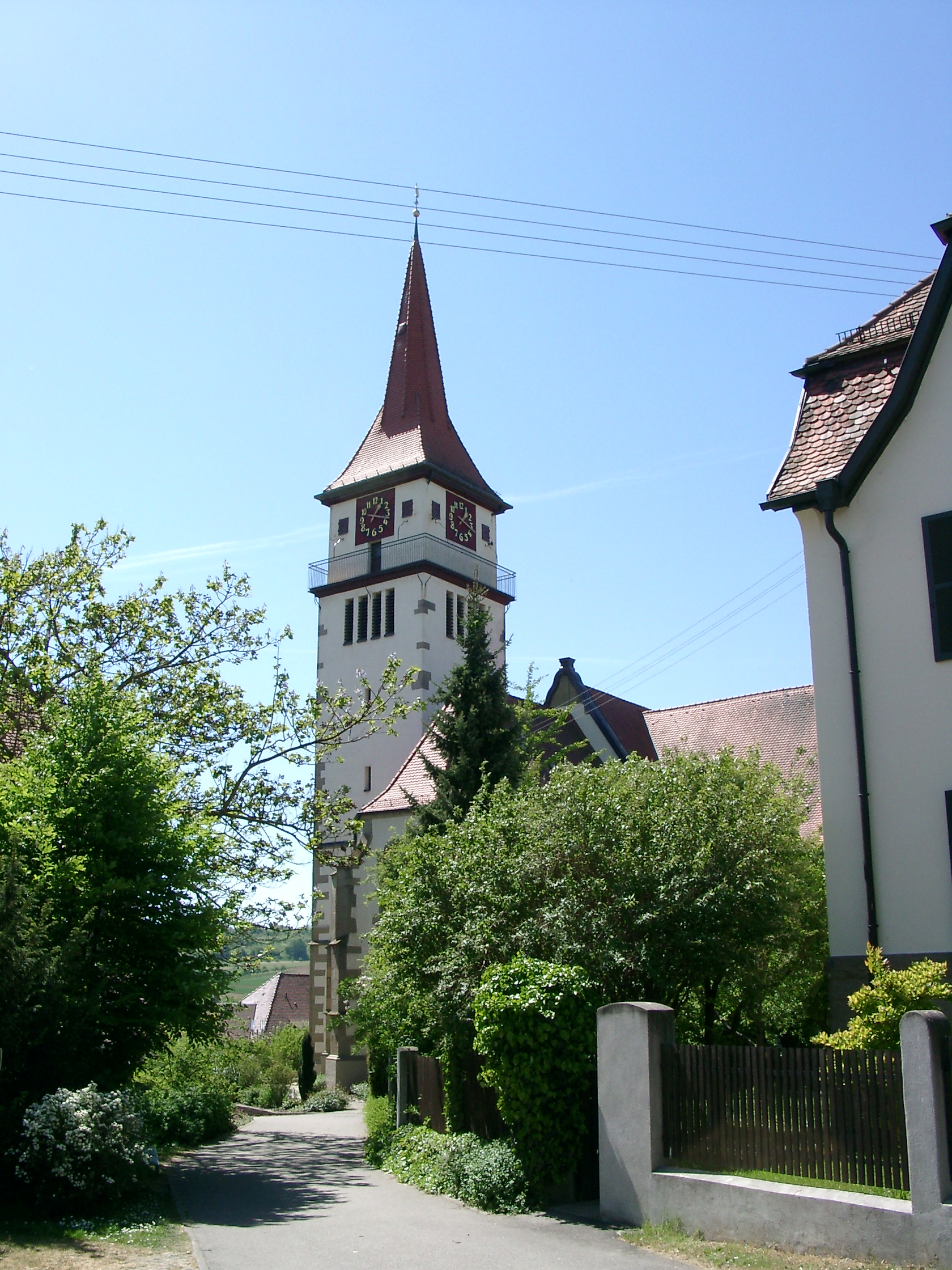
Evang. Kirche Ilsfeld

### Ilsfeld
Die Kirchengemeinde Ilsfeld (ca. 3.200) umfasst den Kernort und den Ortsteil Schozach der Gemeinde Ilsfeld. Der Ortsteil Auenstein bildet eine eigenständige Kirchengemeinde innerhalb des Kirchenbezirks Marbach. Die Pfarrkirche St. Bartholomäus wurde 1300 erstmals erwähnt. Damals kam sie von Württemberg an den Johanniterorden. 1568 kam sie wieder an Württemberg zurück. Die ursprünglich romanische Kirche wurde gotisch umgebaut und später völlig verändert. Nach dem großen Brand von Ilsfeld 1904 wurde sie erneuert. Schozach war stets Filiale von Ilsfeld. 1964 wurde hier eine eigene evangelische Kirche erbaut: die Leonhardskirche.
Bis 1939 gehörte die Kirchengemeinde Ilsfeld zum Kirchenbezirk Besigheim. Mit Wirkung vom 1. April 1939 wurde sie in den Kirchenbezirk Heilbronn umgegliedert.

### Neckargartach
Die Kirchengemeinde Neckargartach (ca. 3.150) umfasst den Stadtteil Neckargartach der Stadt Heilbronn. Eine Kirche wird bereits 1295 erstmals erwähnt. 1496 wird sie Peterskirche genannt. Spätestens seit 1425 gehörte sie dem Deutschen Orden, der teilweise Besitzungen am Dorf hatte. Überwiegend gehörte der Ort jedoch der Reichsstadt Heilbronn, welche die Reformation einführte. Die Kirche ist eine gotische Chorturmanlage mit spätbarockem Schiff aus dem Jahr 1766/67. Der spätgotische Schnitzaltar stammt aus dem Jahr 1516. An der Südwand befindet sich eine frühklassizistische Wandmalerei, die Martin Luther mit dem Schwan zeigt.
Bis 1963 gehörte auch der Wohnplatz Wohlgelegen zur Kirchengemeinde Neckargartach. Durch Bekanntmachung des Oberkirchenrats vom 17. Januar 1963 wurde er der Kilianskirchengemeinde Heilbronn zugeordnet.

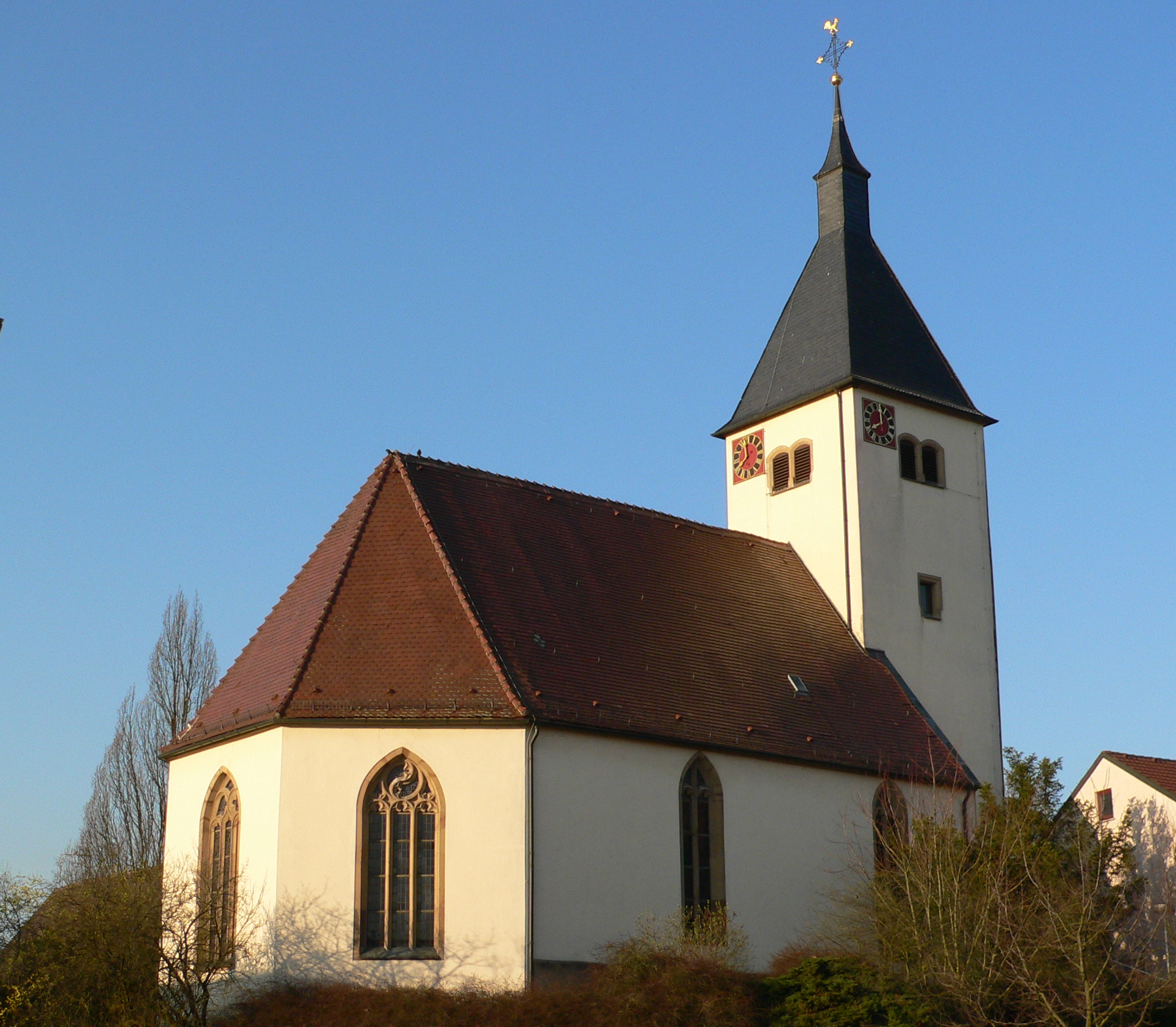
Evang. Mauritiuskirche Neckarsulm-Obereisesheim

### Obereisesheim
Die Kirchengemeinde Obereisesheim (ca. 2.000) umfasst den Stadtteil Obereisesheim der Stadt Neckarsulm. Die anderen Kirchengemeinden der Stadt Neckarsulm gehören zum Kirchenbezirk Neuenstadt am Kocher. Eine Kirche wird in Obereisesheim bereits 1274 erstmals erwähnt. Ab 1496 wird sie St. Mauritiuskirche genannt. Über die Herren von Weinsberg kam sie 1444 an das Kloster Lichtenstern. Die Kirche ist im Kern gotisch, wurde aber 1601 völlig verändert.

### Schluchtern

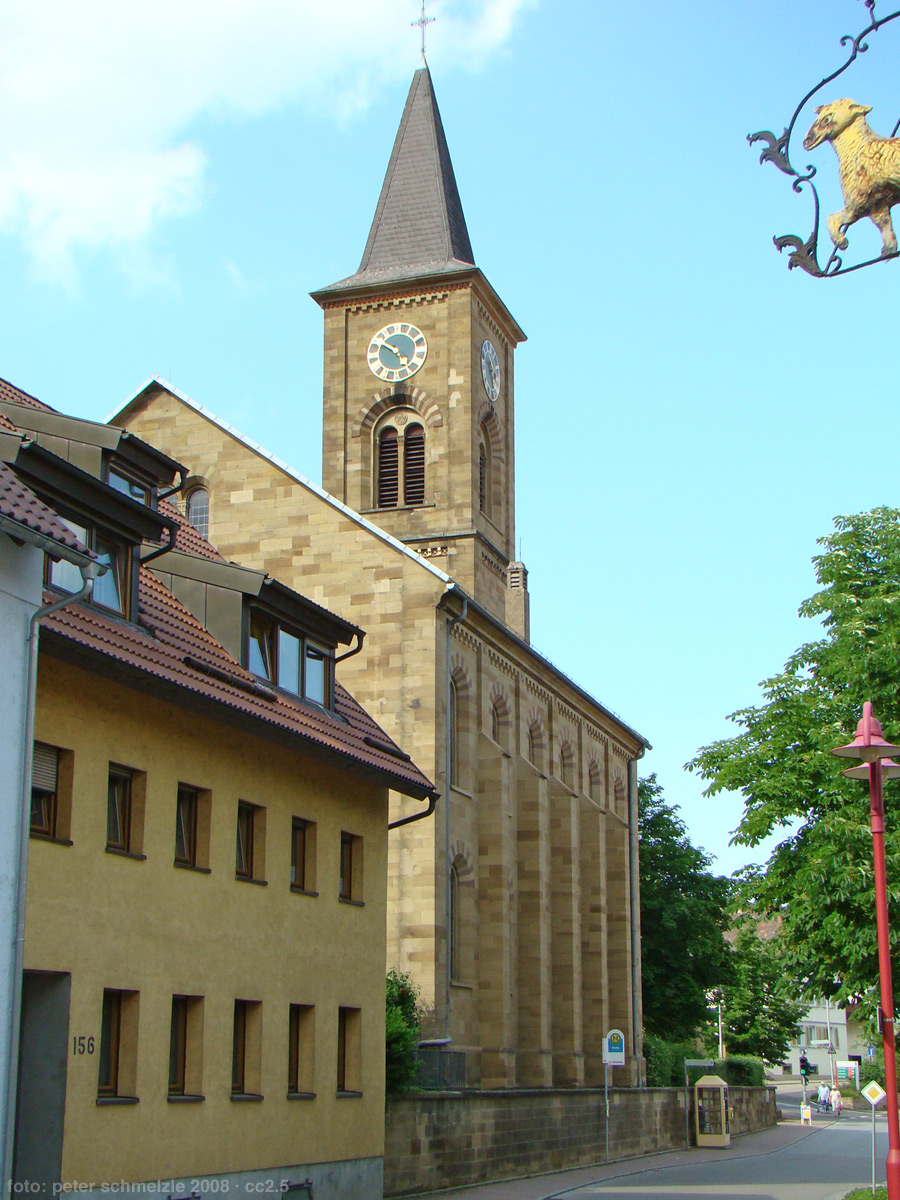
Martin-Luther-Kirche Schluchtern

Die Kirchengemeinde Schluchtern (ca. 2.150) umfasst den Ortsteil Schluchtern der Gemeinde Leingarten. In früher Zeit war Schluchtern kirchlich eine Filiale von Großgartach. Eine Kirche St. Pankratius wird 1496 erstmals erwähnt. Sie gehörte den Herren von Neipperg. Da der Ort Schluchtern politisch bis 1803 zur Kurpfalz (Kellerei Hilsbach im Oberamt Mosbach) gehörte, wurden seit dem 18. Jahrhundert neben den Katholiken und den Reformierten auch Lutheraner zugelassen. Die Kirche fiel 1705/07 endgültig an die reformierte Gemeinde. Nach dem Übergang Schluchterns an Baden 1803 wurden 1821 die reformierten und lutherischen Bewohner des Ortes zu einer protestantischen Gemeinde vereinigt. Diese gehörte zunächst zum Kirchenbezirk Sinsheim der Evangelischen Landeskirche in Baden. Am 1. August 1974 wurde die Kirchengemeinde Schluchtern in die württembergische Landeskirche umgegliedert, nachdem beide Landeskirchen am 26. April 1974 einen Vertrag über die Umgliederung geschlossen hatten und zuvor der Kirchengemeinderat Schluchtern einen entsprechenden Beschluss gefasst hatte. Die Kirchengemeinde Schluchtern wurde dem Kirchenbezirk Heilbronn zugeordnet. Nachdem die alte Kirche im 19. Jahrhundert zu klein geworden war, wurden die heutige Kirche 1843 bis 1846 neu erbaut und 1913 umgebaut. 1996 erhielt die Kirche den Namen Martin-Luther-Kirche.
Durch Bekanntmachung des Oberkirchenrats vom 30. Januar 1984 wurden zwischen der Kirchengemeinde Schluchtern und der benachbarten Kirchengemeinde Großgartach verschiedene Gebietsveränderungen durchgeführt.

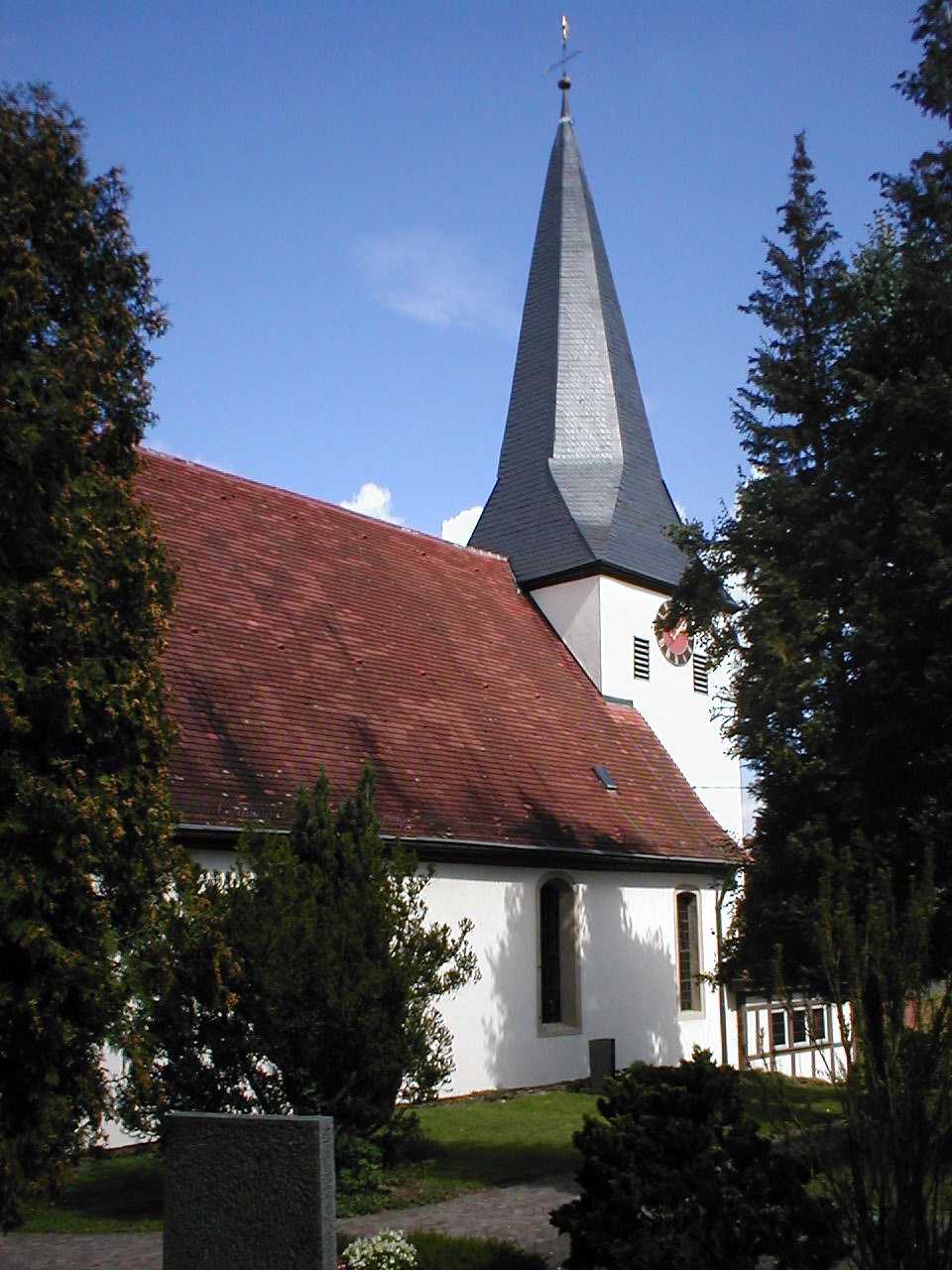
Evang. Kirche Talheim

### Talheim
Die Kirchengemeinde Talheim (ca. 2.100) umfasst die Gemeinde Talheim. Eine Kirche St. Kilian wurde 1314 erstmals erwähnt. Sie gehörte dem Bistum Würzburg und wurde den Herren von Talheim als Lehen übergeben. Diese führten die Reformation ein. Die romanische Kirche hat einen tonnengewölbten Ostchor. In der Gotik wurde die Kilianskirche verändert. An der Nordwand fand man bei Renovierungen 1907 und 1955 Wandgemälde der Romanik bis Spätgotik. Die Katholiken feierten ihre Gottesdienste im 1659 erbauten Schlösschen der Lyher bzw. in einer 1731 neu erbauten Kapelle und ab 1861 in der neu erbauten katholischen Pfarrkirche.
Der zur Gemeinde Talheim gehörige Wohnplatz Haigern wurde durch Bekanntmachung des Oberkirchenrats vom 13. Oktober 1955 der benachbarten Kirchengemeinde Flein zugeordnet, jedoch durch Bekanntmachung vom 1. März 1985 wieder in die Kirchengemeinde Talheim umgegliedert.

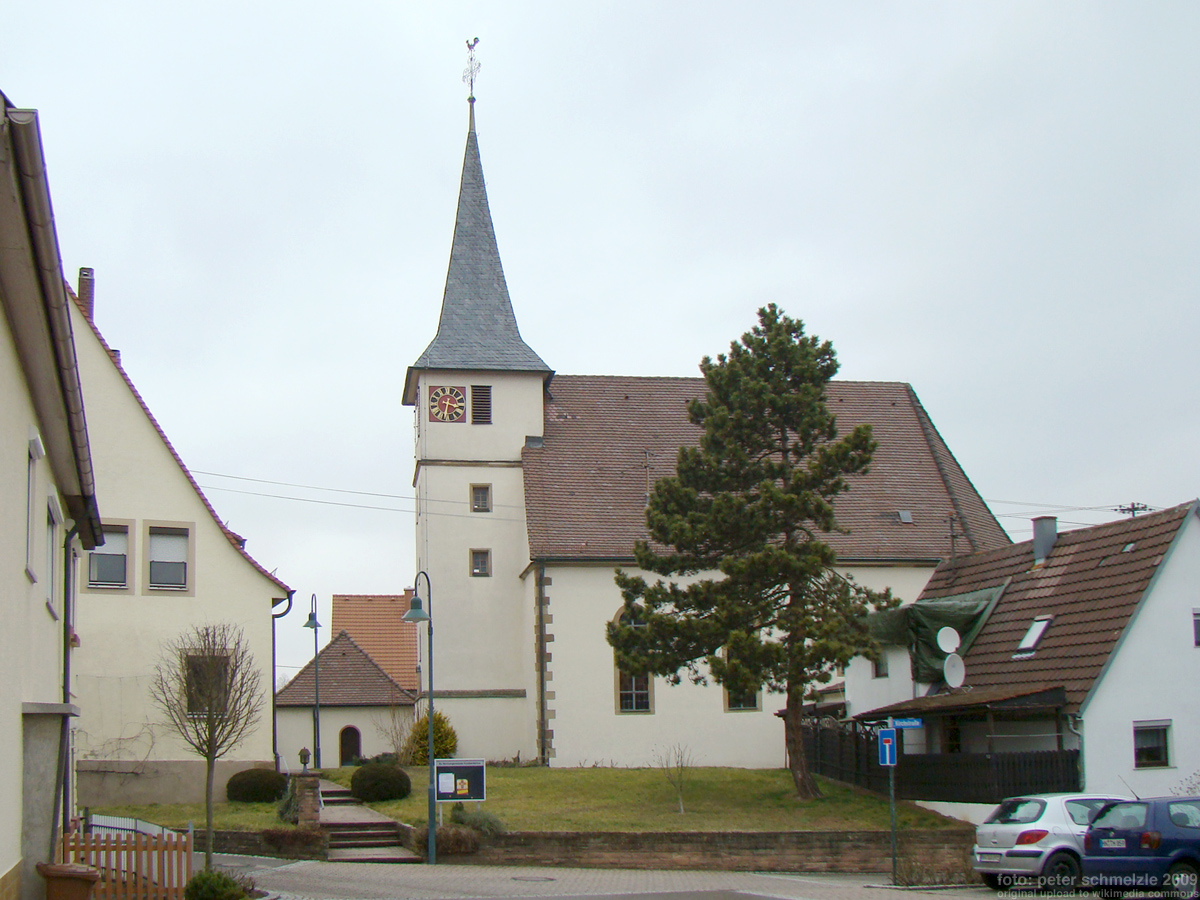
Kunibert-Kirche Untereisesheim

### Untereisesheim
Die Kirchengemeinde Untereisesheim (ca. 1.800) umfasst die Gemeinde Untereisesheim. Die Kirche St. Kunibert war in früher Zeit Filiale von Obereisesheim. Über das Kloster Lichtenstern kam die Kirche an die Herren von Lomersheim, die schon sehr früh die Reformation einführten. 1631 gelangte die Kirche an Württemberg. Die Kirche hat einen manieristischen Turm, das Schiff von 1738 ist spätbarock. 1967/68 und 2009 wurde die Kirche grundlegend renoviert.

### Untergruppenbach

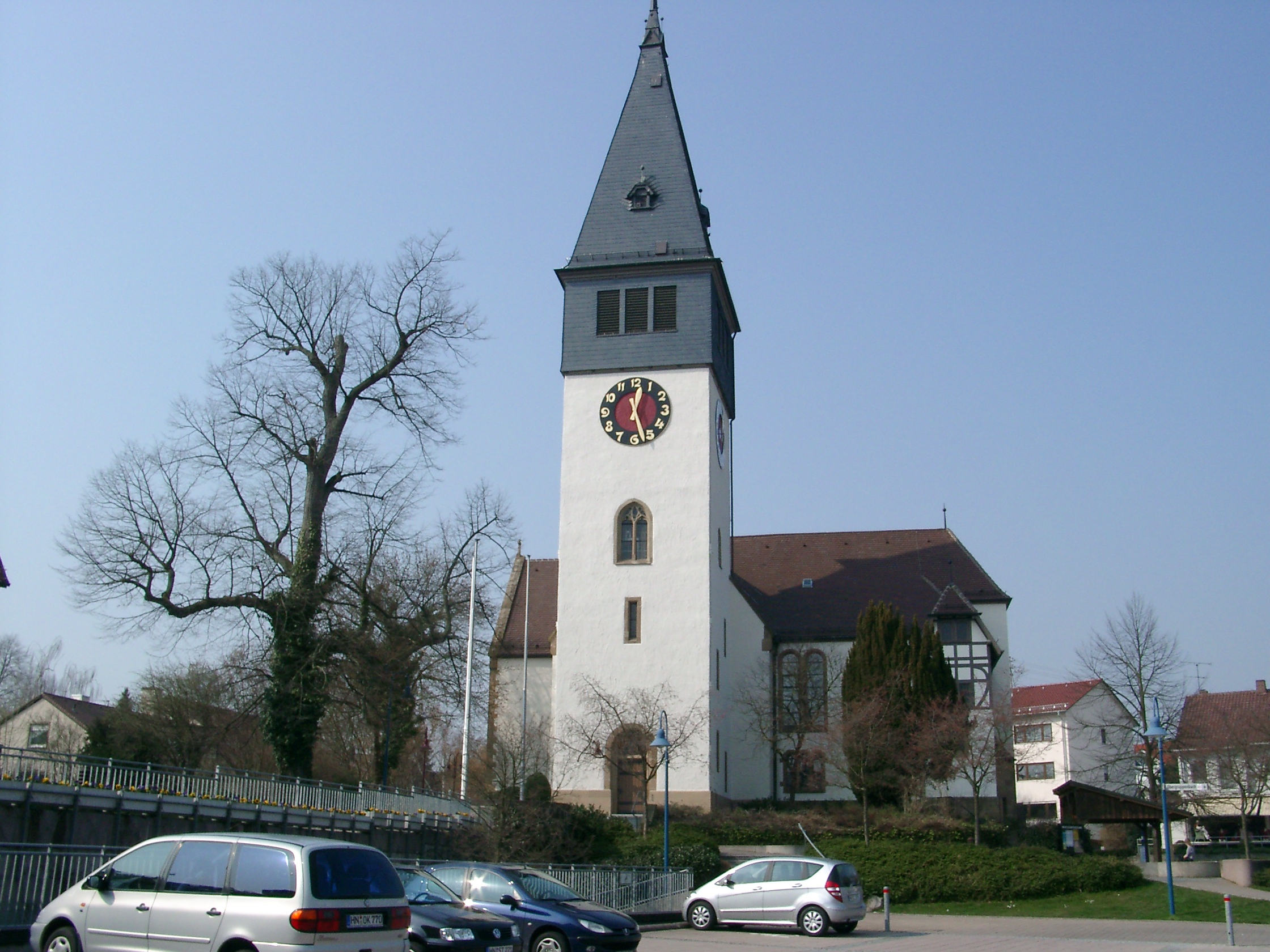
Evang. Kirche Untergruppenbach

Die Kirchengemeinde Untergruppenbach (ca. 3.250) umfasst den Kernort der Gemeinde Untergruppenbach mit den zugehörigen Weilern Donnbronn, Obergruppenbach und Stettenfels und Happenbach sowie den Ortsteil Wüstenhausen der Gemeinde Ilsfeld. Der Untergruppenbacher Ortsteil Unterheinriet bildet hingegen eine eigene Kirchengemeinde innerhalb des Kirchenbezirks Weinsberg. Die Pfarrkirche St. Johannes in Untergruppenbach wurde 1325 erstmals erwähnt. Damals kam sie an das Stift Mosbach, welches den Kirchensatz 1536 an das Stift Hirnheim verkauften. Von dort wurde die Reformation eingeführt. Die Johanneskirche hat einen romanischen Ostturm. 1831 wurde sie baulich verändert, im 20. Jahrhundert erweitert und renoviert.
Wüstenhausen gehörte bis 1971 zur Kirchengemeinde Auenstein im Kirchenbezirk Marbach. Mit Wirkung vom 5. Dezember 1971 wurde es in den Kirchenbezirk Heilbronn umgegliedert und der Kirchengemeinde Untergruppenbach zugeordnet.

## Archivquellen
- Bestand: Visitationsberichte.   Landeskirchliches Archiv Stuttgart. 1581–1822.   Signatur: A 1.
- Bestand: Kirchenvisitationsakten.   Hauptstaatsarchiv Stuttgart. ca. 1601–1840.   Signatur: A 281.
- Bestand: Ortsakten [mit Digitalisaten der Pfarrbeschreibungen und Pfarrberichte (darin u. a.: Chronik, Filialverhältnisse)].   Landeskirchliches Archiv Stuttgart. ca. 1550–1923.   Signatur: A 29.
- Bestand: Ortsakten [mit Digitalisaten der Pfarrberichte (darin u. a.: Filialverhältnisse)].   Landeskirchliches Archiv Stuttgart. ca. 1924–1966.   Signatur: A 129.
- Bestand: Ortsakten [mit Visitationsberichten].   Landeskirchliches Archiv Stuttgart. ca. 1967–1989.   Signatur: A 229.
- Archivgut: Dekanatsarchive.   Landeskirchliches Archiv Stuttgart.   Signatur: F-Bestände.
- Archivgut: Pfarrarchive.   Landeskirchliches Archiv Stuttgart.   Signatur: G-Bestände.